# بیوک

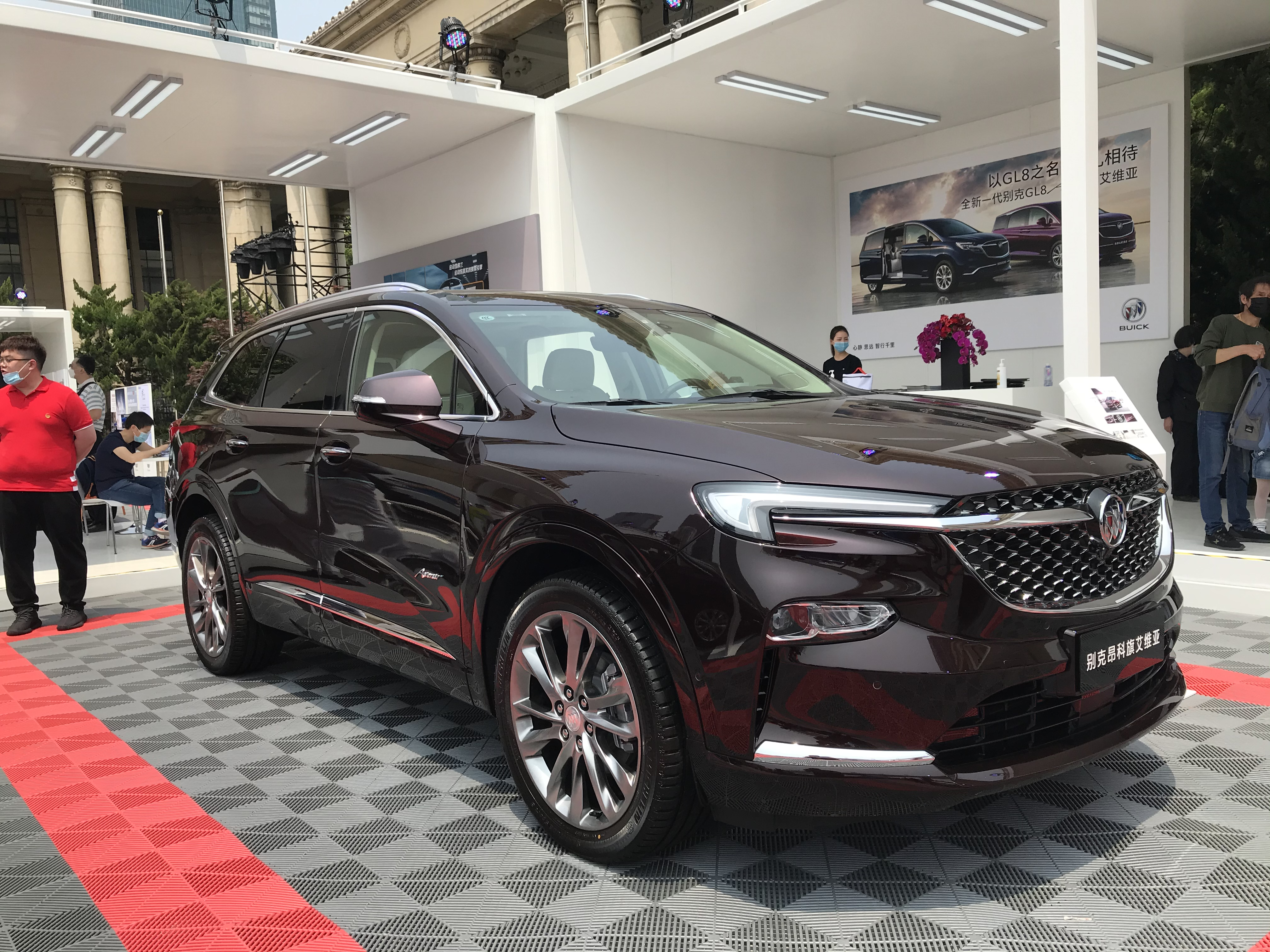
بیوک آنکلیو

بیوک (به انگلیسی: Buick) شرکت خودروسازی آمریکایی است، که در سال ۱۸۹۹ توسط دیوید دانبار بیوک در شهر دیترویت، میشیگان تأسیس شد و هم‌اکنون از شرکت‌های زیرمجموعه جنرال موتورز به‌شمار می‌آید.
شرکت بیوک اکنون قدیمی‌ترین خودروساز آمریکایی است، که کماکان در حال تولید و فعالیت در صنعت خودروسازی می‌باشد و تاکنون خودروهای با برند بیوک، در کشورهای ایالات متحده آمریکا، کانادا، چین، مکزیک، اسرائیل و ایران عرضه شده‌است.

## تاریخچه

### از ۱۹۰۰ تا ۱۹۳۰
شرکت خودروسازی بیوک، توسط یک آمریکایی اسکاتلندی‌تبار بنام دیوید دانبار بیوک در سال ۱۸۹۹ در شهر دیترویت، میشیگان تأسیس شد، که در آغاز بیوک اتو-ویم اند پاور کمپانی نام گرفت. سپس در آغاز سال ۱۹۰۳ این شرکت توسعه یافته، شروع به تولید موتور خودرو نمود و در پی سازماندهی مجدد در تاریخ ۱۹ مه ۱۹۰۳ نام آن نیز، به بیوک موتور کمپانی تغییر پیدا کرد.

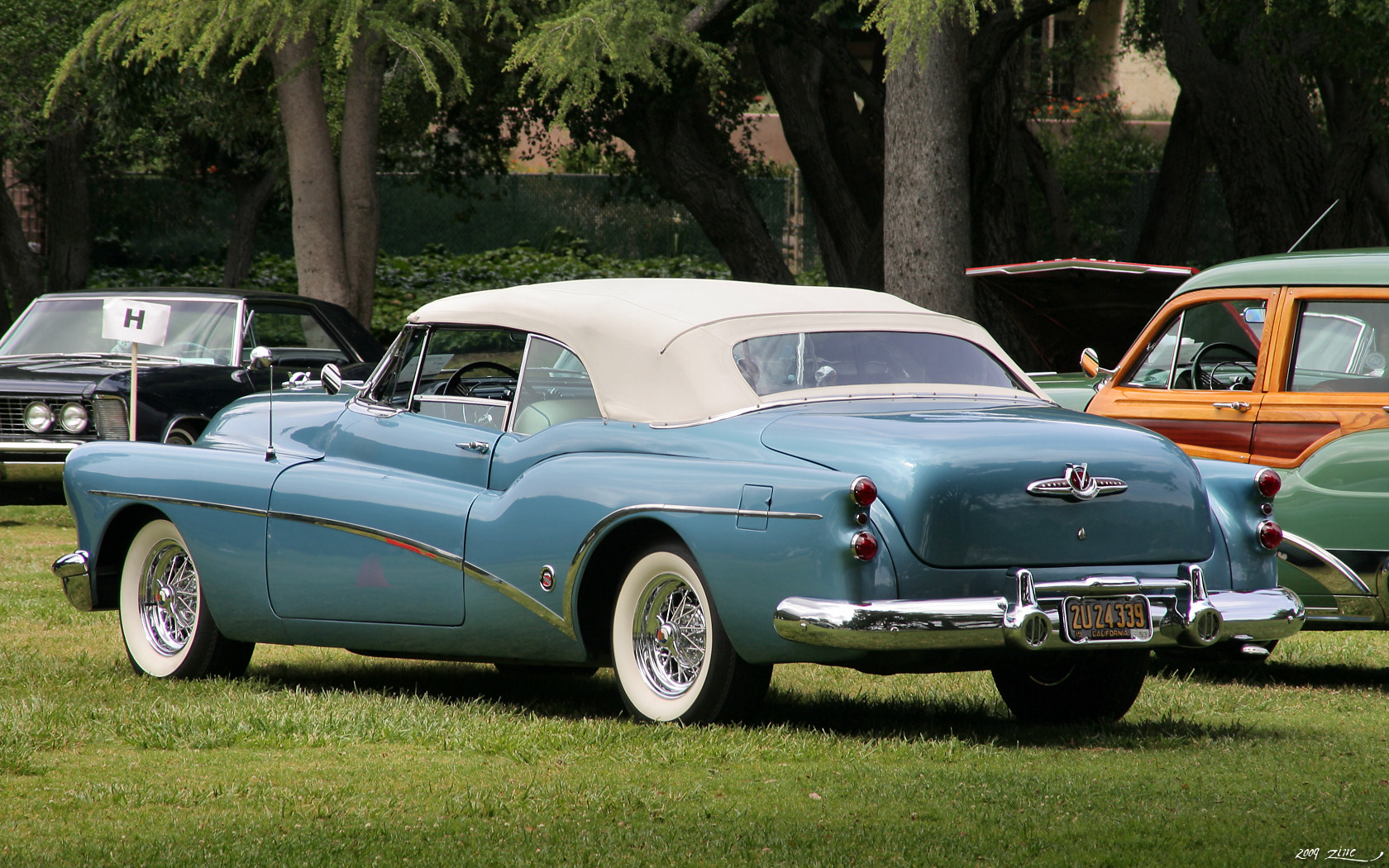
بیوک اسکای‌لارک مدل ۱۹۵۳

پس از یک سال، اکثریت سهام این شرکت به جیمز اچ. ویتینگ واگذار شد. ویتینگ پس از خریداری بیوک، این شرکت را به فلینت، میشیگان که خود در آنجا مستقر بود، منتقل کرد. در سال ۱۹۰۴ جیمز ویتینگ، سهامش در بیوک را به ویلیام سی. دورانت (بنیانگذار جنرال موتورز) واگذار نمود.

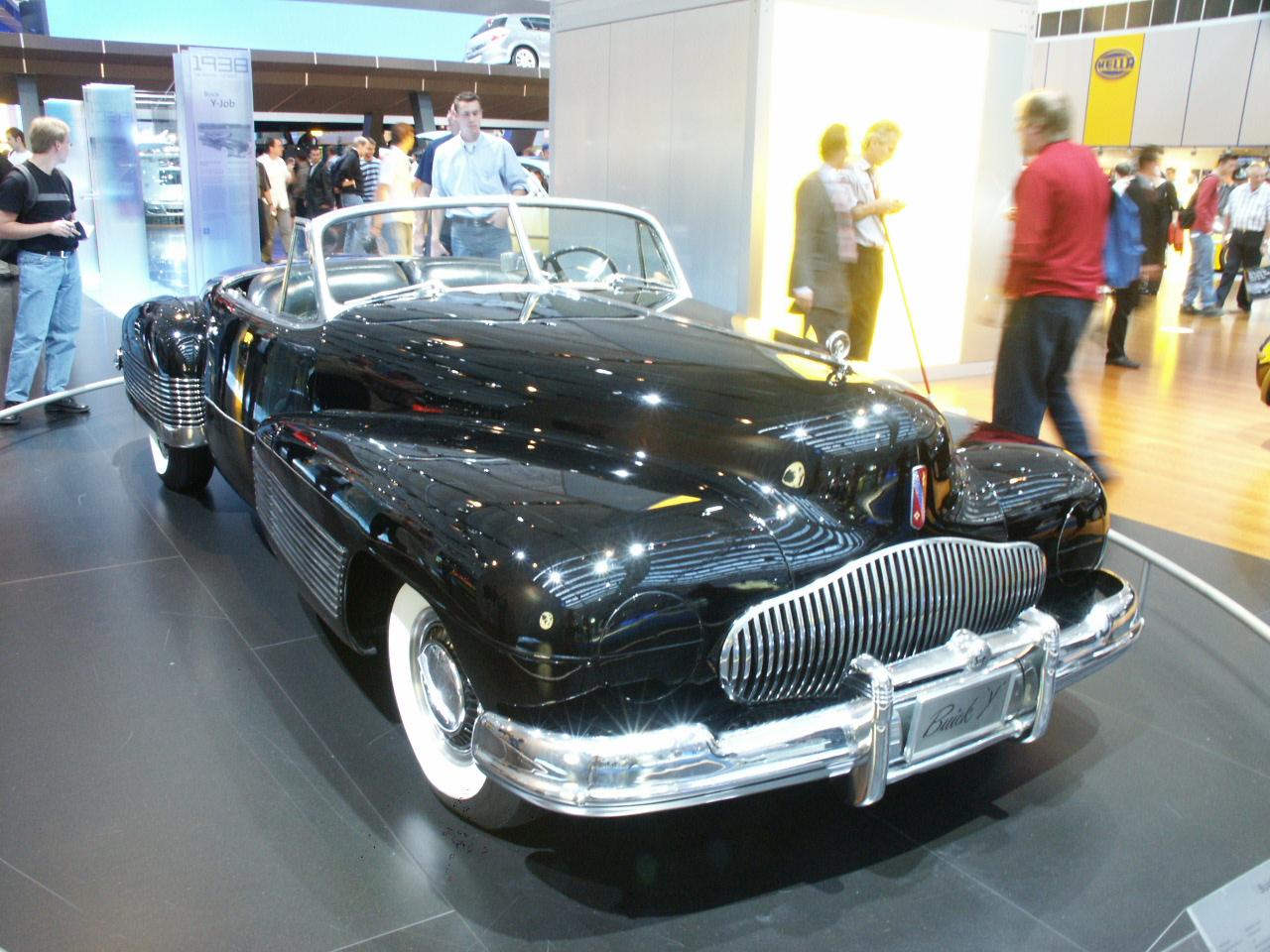
بیوک وای-جاب مدل ۱۹۳۸

دورانت، بیوک را برای تولید بیشتر، بار دیگر سازماندهی کرد و کارخانه جدیدی نیز برای شرکت خریداری کرد. در آن سال، نخستین محصول این شرکت یعنی بیوک مدل بی موفقیت بسیاری کسب کرد و در سال ۱۹۰۷ شرکت بیوک پس از فورد مقام دوم فروش خودرو در ایالات متحده را به‌دست‌آورد.

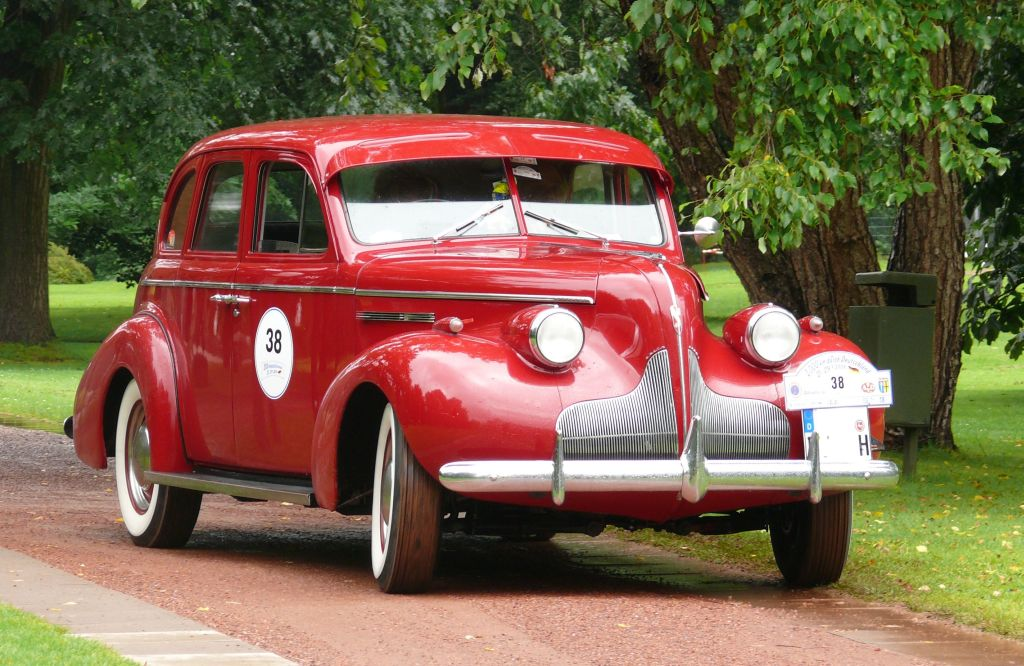
بیوک هشت

در سال ۱۹۰۸ دورانت، شرکت جنرال موتورز را تأسیس کرد. موفقیت بیوک در فروش، مشکلات مالی جی‌ام را در سال ۱۹۱۰ کاهش داد و در آن سال توانست از همه خودروسازان آمریکایی پیشی بگیرد. پس از آن بیوک همواره در فهرست بهترین تولیدکنندگان و فروشندگان خودرو جای داشته‌است. در سال ۱۹۱۴ بیوک نخستین خودروهای ۶ سیلندر خود را در کنار مدل‌های ۴ سیلندر پیشین به نمایش گذاشت که این مدل‌ها تا دهه ۱۹۲۰ در زمره خودروهای پرفروش بودند.

### از ۱۹۳۰ تا ۱۹۶۰

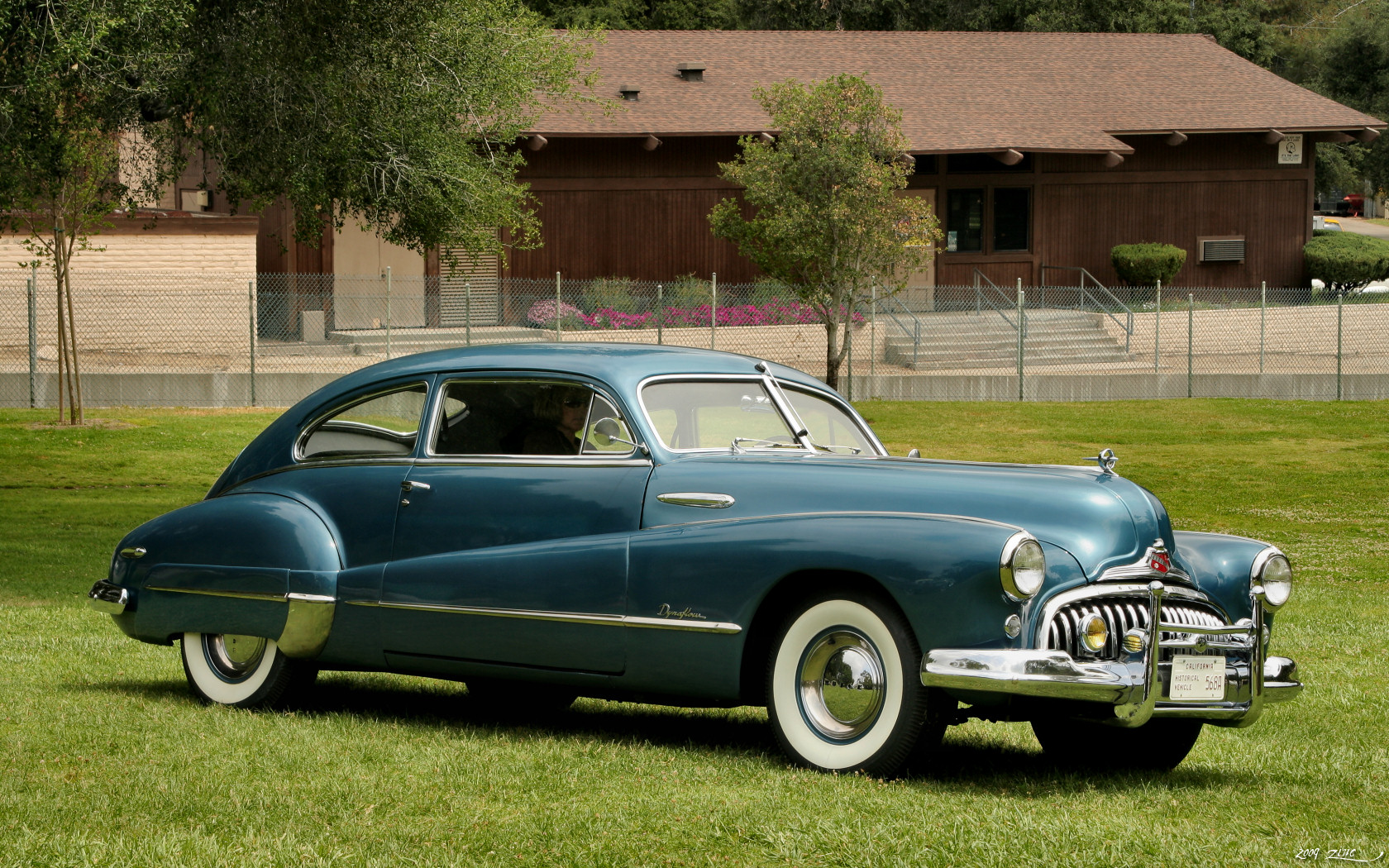
بیوک رودمستر مدل ۱۹۴۸

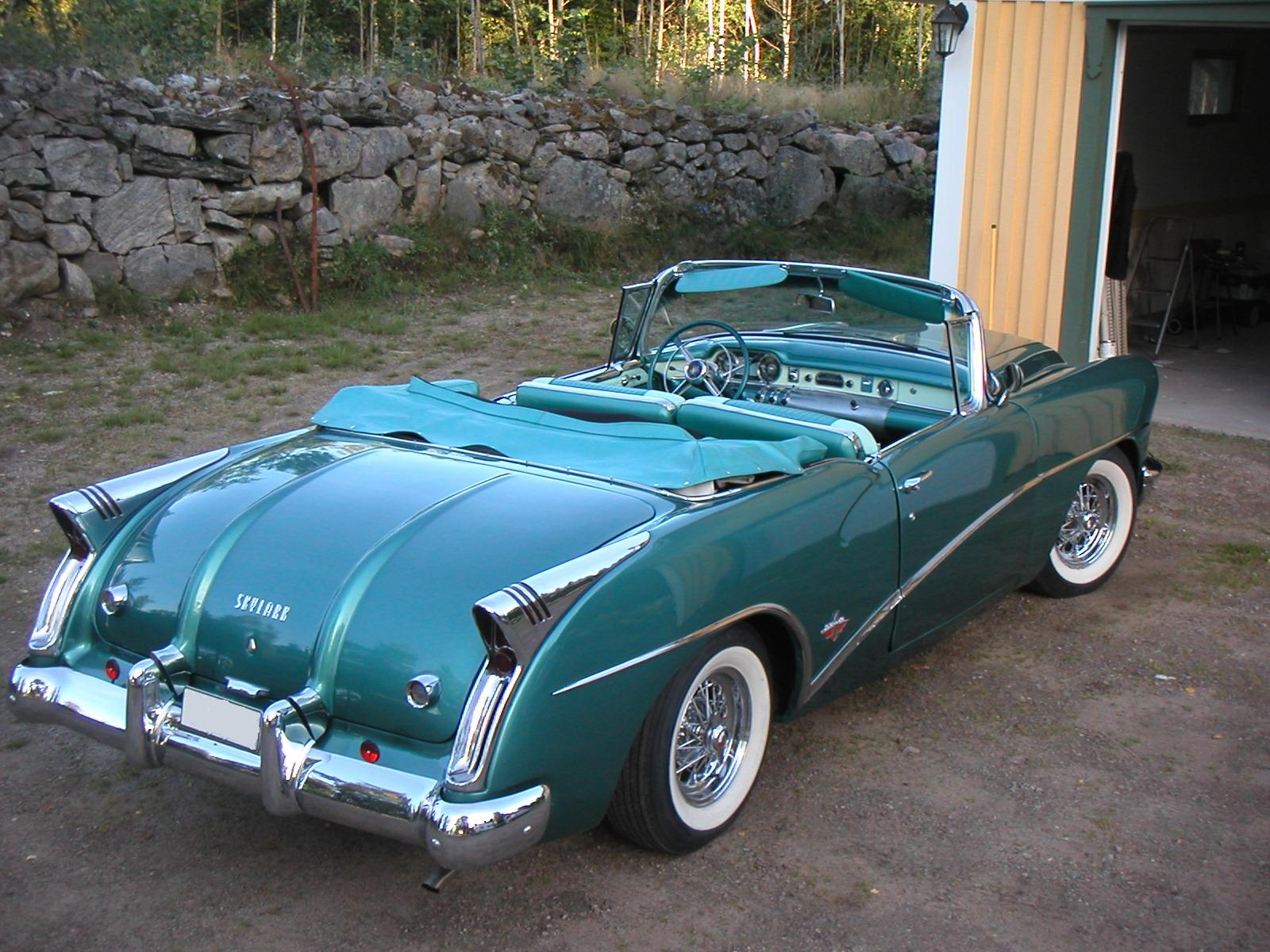
بیوک اسکای‌لارک مدل ۱۹۵۴

در دهه ۱۹۳۰ موتورهای ۸ سیلندری عرضه شد، که آن‌ها را برای همه مدل‌ها به کار گرفتند، اما در سال ۱۹۳۱ سیر تکامل بیوک از طرف جی‌ام، شکل کاملاً جدیدی به خود گرفت و محصولات خود را به‌طور کامل، بنابر درخواست جنرال موتورز تولید می‌کرد. مدل‌های برتر بیوک در آن سال‌ها، بیوک رودمستر و بیوک لیمیتد بودند و مدل بیوک سنچری از سال ۱۹۳۵ به دلیل موتور قوی‌تر و اتاق جادارتر، همچنین نرمی خاصش، پس از استاندارد شدن گیربکس آن، به تولید انبوه رسید.
بیوک در سال ۱۹۳۹ به عنوان نخستین شرکت خودروسازی، چراغ‌های راهنما را ابداع و روی خودروهای خود نصب کرد. پس از جنگ جهانی دوم، بار دیگر، طراحی و ساخت موتورهای هشت سیلندر از سر گرفته شد.
در سال ۱۹۴۸ نخستین گیربکس دو دنده‌ای تولید گشت و با طراحی و ساخت مدل جدیدی به نام بیوک ریویرا، تحول جدیدی در بیوک آغاز گردید. مدل بیوک رودمستر نیز دارای موتور ۸ سیلندر و ۱۸۸ اسب بخار شد، سپس در سال ۱۹۵۴ این موتور به شکل استاندارد درآمد.
در سال ۱۹۵۷ مدل پر فروش بیوک، مدل بیوک سنچری بود، که قدرت آن از چند مدل وی۸ گرفته می‌شد. بیوک در سال ۱۹۵۸ با افت مالی مواجه و دچار مشکلاتی برای ادامه کار شد.

### از ۱۹۶۰ تا ۱۹۹۰

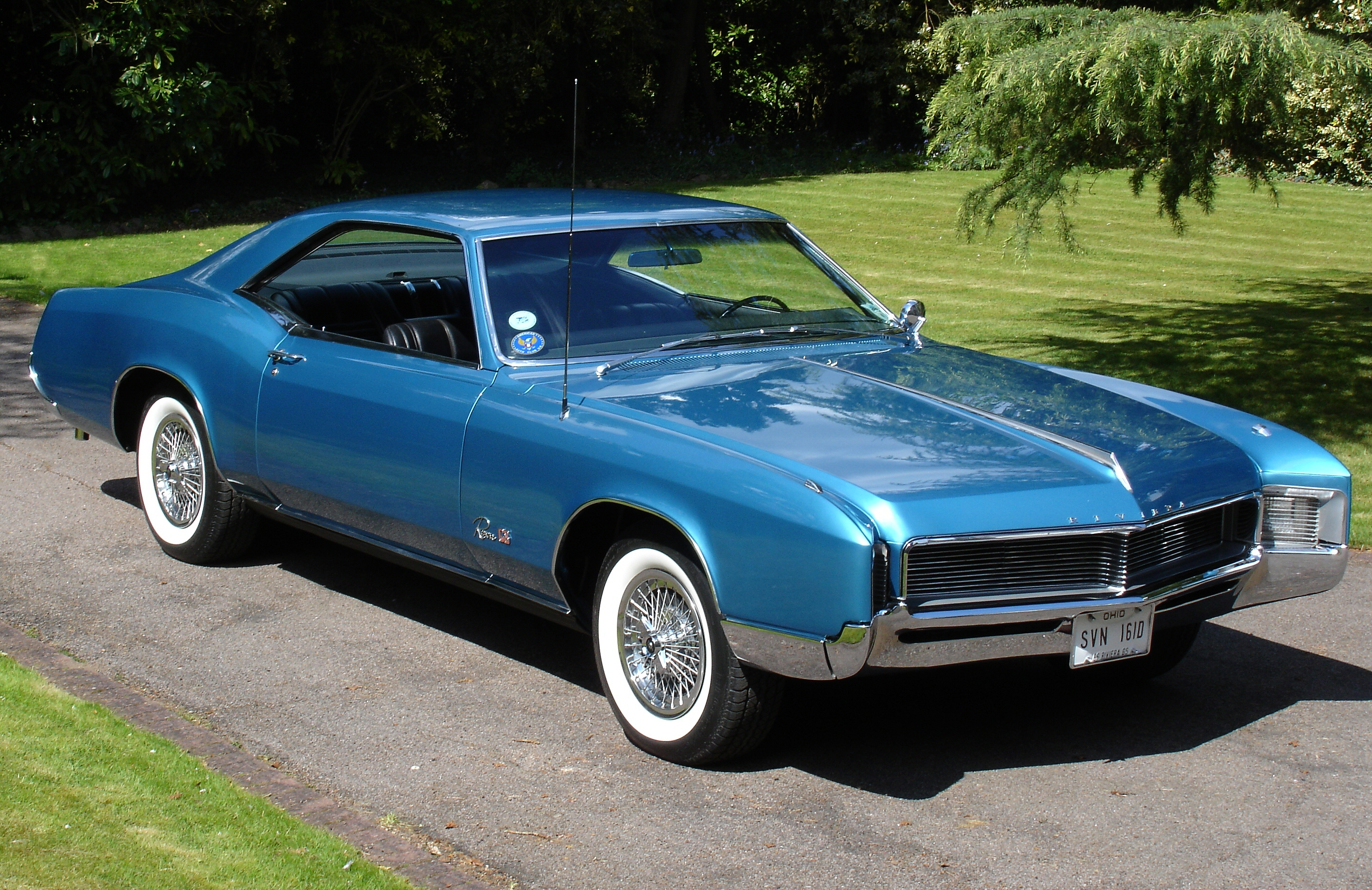
بیوک ریویرا مدل ۱۹۶۶

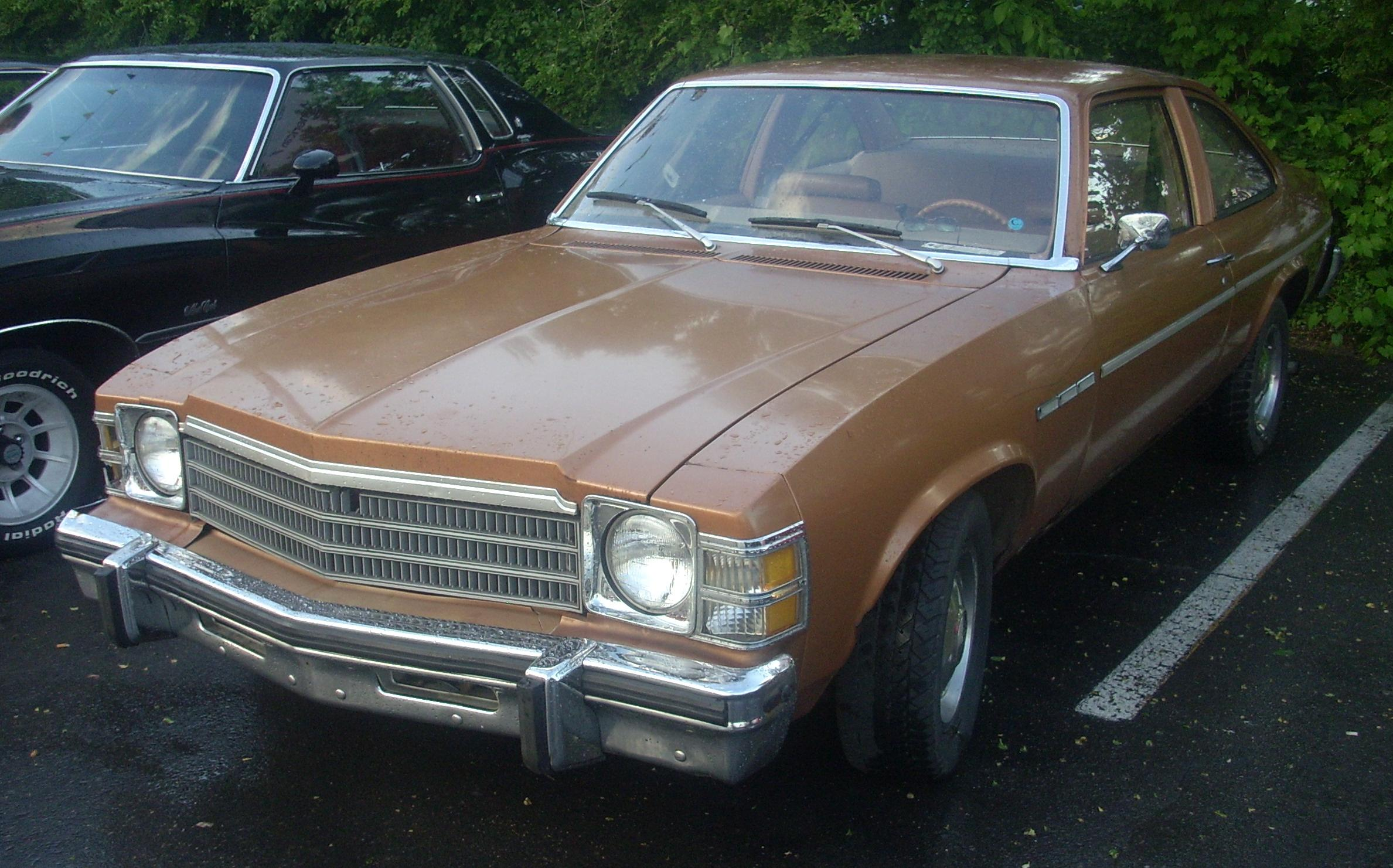
بیوک اسکای‌لارک کوپه

با آمدن موتور جدیدی که تماماً آلومینیمی و حجم آن ۲۱۵ اینچ مربع بوده و توان ۱۵۵ اسب بخار را داشت، مدل‌های سال ۱۹۶۱ کوچک‌تر شدند. تقاضا برای اتومبیل‌های پر قدرت، باعث شد که موتورهای بزرگ وی۸ در مدل‌هایی مثل بیوک ریویرا به کار رفته و با استراتژی‌های جی‌ام ویژگی‌های منحصربه‌فرد این خودرو، از دست برود و بسیاری از قطعات خودروها به صورت اشتراکی درآمد.
پس از آغاز بحران نفت، دیگر کسی به قدرت خودروها توجه نمی‌کرد و مدیران بیوک نیز همانند دیگر خودروسازها، به فکر ساخت خودروهای کم‌مصرف افتادند. به دلیل آن که در آن سال‌ها، مهم‌ترین محرک خرید، مصرف پائین بنزین بود، در سال ۱۹۷۵ کاتالیزور به‌صورت استاندارد درآمد و موتورها کوچک شدند، سپس یک مدل وی۶ دوباره تولید شد؛ در حالی که موتورهای چهار سیلندر هنوز روی مدل‌های ارزان بیوک اسکای‌لارک عرضه می‌شدند، نخستین موتور دیزلی بیوک در سال ۱۹۸۰ تولید شد.

### از ۱۹۹۰ تاکنون

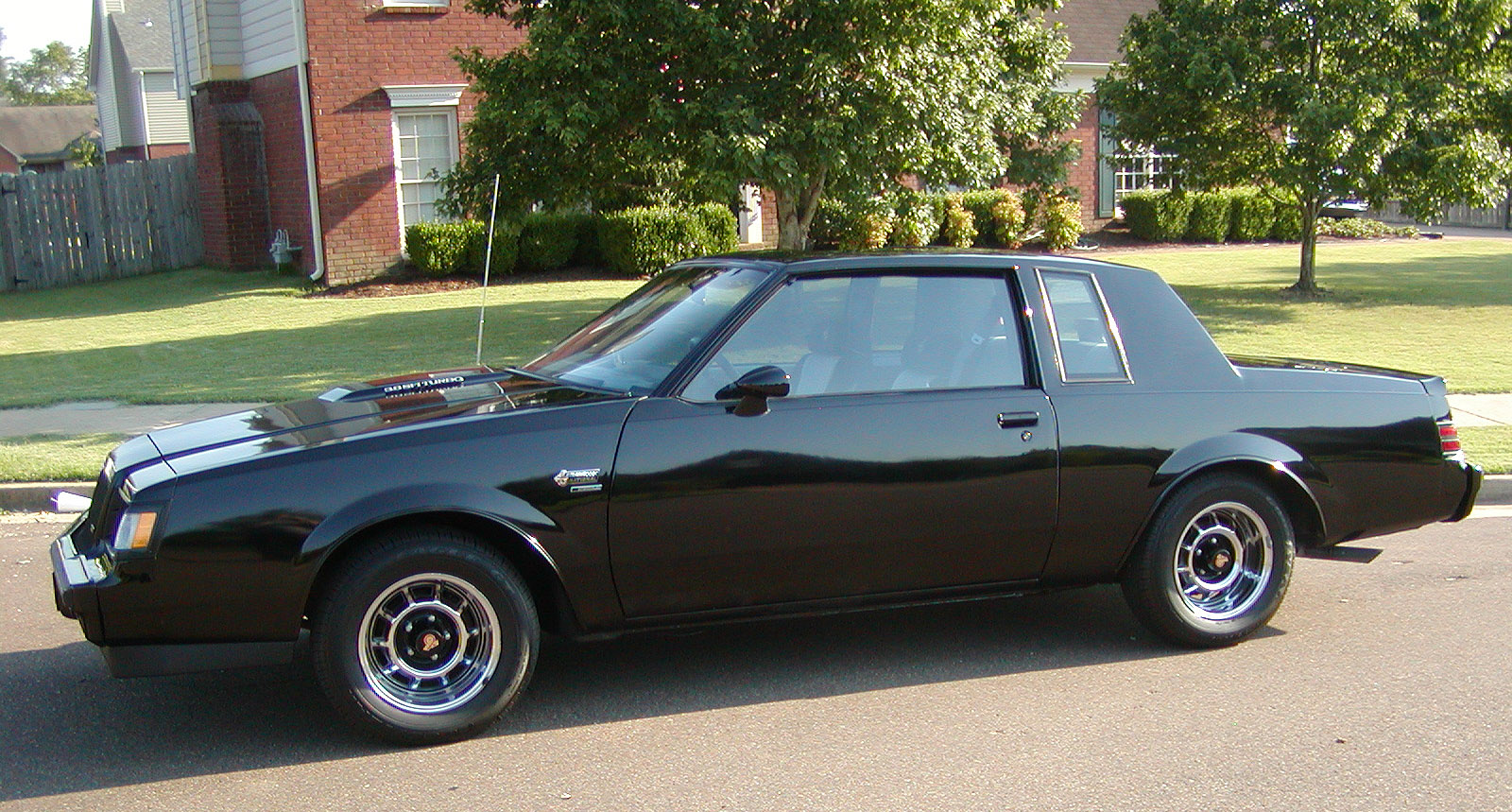
بیوک گرند نشنال مدل ۱۹۸۷

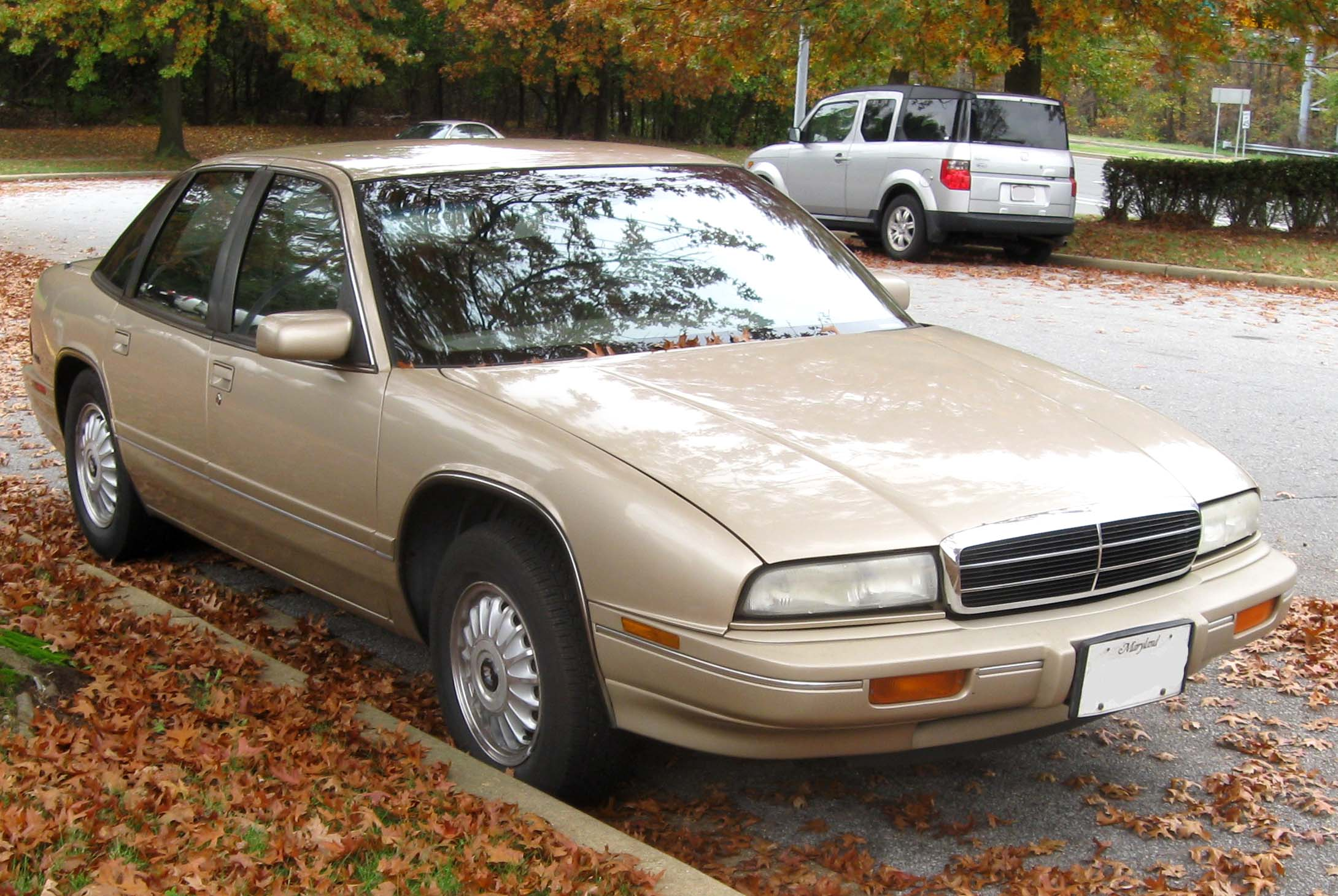
بیوک رگال مدل ۱۹۸۸

در آغاز دهه ۱۹۹۰ میلادی بیوک با یکی از مهم‌ترین چالش‌های دوران حیاتش در صنعت خودروسازی مواجه شد. با کوچک شدن اندازه خودروها، فروش بیوک نیز کاهش یافت. مدیران بیوک به این نتیجه رسیدند که باید راه سنتی خود را دنبال کنند و تمرکز خود را روی قدرت خودروها معطوف سازند.
وقتی که قرار شد نام‌های سنتی از میان برود، نام‌های جدیدی نیز، برای مدل‌های جدید انتخاب گردید. بیوک لوسرن واپسین مدل بیوک که کم‌صداترین خودرو دنیا لقب گرفت، توانست رکورد بی‌صدایی را از شرکت تویوتا بگیرد…!
در سال ۲۰۰۹ این شرکت مدل بیوک لاکراس، یا همان موشک زمین به زمین خود را معرفی کرد، که در آن سال، پس از مدت‌ها، توجه فعالان صنعت خودروسازی را به خود جلب نمود. اکنون جی‌ام به دنبال افزایش ظرفیت برای تولید بیشتر خودروهای برند بیوک می‌باشد.

## تولیدات شرکت

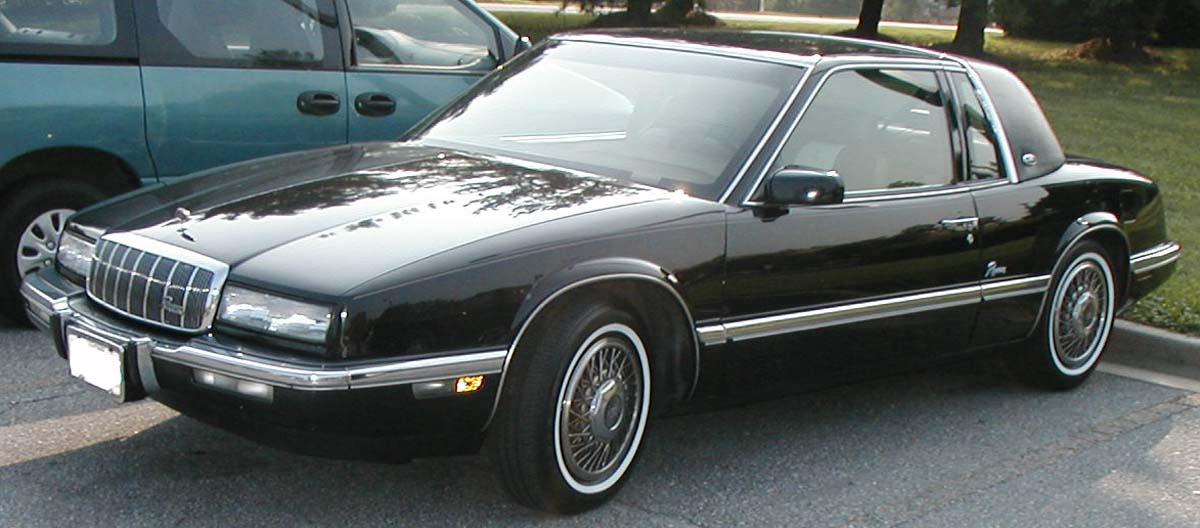
بیوک رگال مدل ۲۰۰۶

### دهه ۱۹۰۰
نخستین خودروی شرکت بیوک که یک خودروی دو سیلندر بود سال ۱۹۰۴ روانه بازار شد. سال ۱۹۰۸ نیز نخستین خودروی ۴ سیلندر خود را یعنی مدل دی را تولید کرد و در سال ۱۹۰۹ خودروی مدل اف نیز ساخته شد.

### دهه ۱۹۱۰
در ۱۹۱۰ بیوک مدل ۱۷ تولید شد. در سال ۱۹۱۴ اولین خودروی ۶ سیلندر شرکت بیوک موتورز روانه بازار شد. در همین سال مدل ۵-پسنجر تورینگ نیز عرضه شد.

### دهه ۱۹۲۰
در سال ۱۹۲۶ شمار تولیدات شرکت به ۱۶۰ هزار واحد رسید. در این سال شرکت بیوک از سازندگان مطرح خودروهای لوکس جهان بود و به دلیل خرید بخشی از سهامش توسط شرکت جنرال موتورز بیشتر خودروهای خود را تحت لیسانس جنرال موتورز عرضه می‌کرد.

### دهه ۱۹۳۰

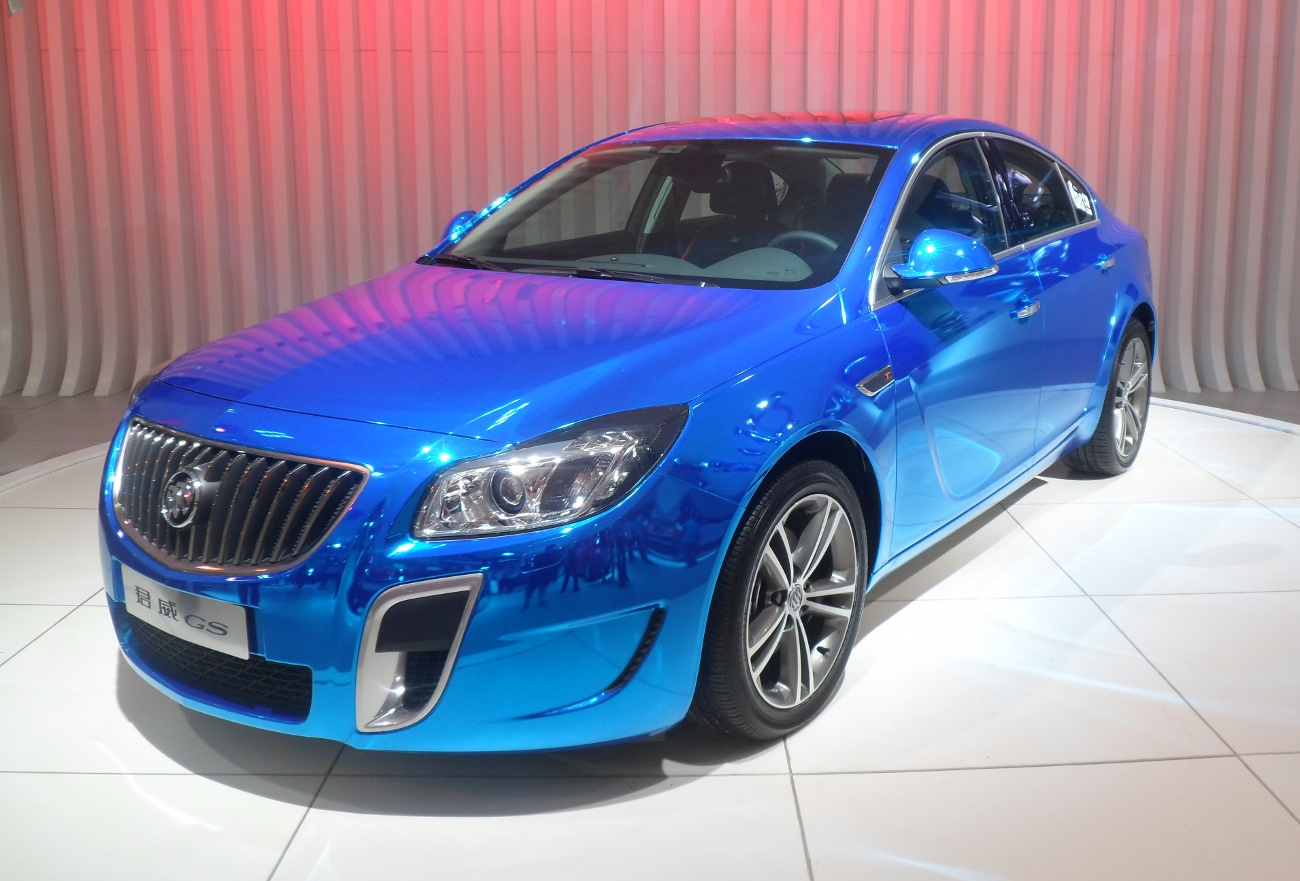
بیوک رگال جی‌اس مدل ۲۰۱۲

در دهه ۱۹۳۰ بیوک به‌دلیل استفاده خودروهایش توسط خانواده سلطنتی بریتانیا، در اروپا به شهرت رسید. ادوارد هشتم پادشاهی متحده در این دهه اقدام به خریداری و واردات شمار زیادی از خودروهای بیوک که در کشور کانادا تولید می‌شدند، نمود. در ۱۹۳۲ نیز مدل بیوک ۱۹۳۲ به بازار عرضه شد.

### دهه ۱۹۴۰
در دهه ۱۹۴۰ به‌دلیل آغاز جنگ جهانی تولیدات خود را متوقف و به تولید هواپیما پرداخت.
تا سال ۱۹۴۶ هیچ خودرویی توسط شرکت بیوک تولید نشد، اما پس از آن با تغییر در مدل‌هایش دوباره تولیدات خود را از سرگرفت و در ۱۹۴۸ نخستین خودروی خودکار خود را به نام دینافلو عرضه کرد.

### دهه ۱۹۵۰
طی سال‌های ۱۹۵۰ نیز شرکت، خودروهای معروف و با کیفیتی را تولید و عرضه کرد، که شامل بیوک الکترا، بیوک اینویکت و بیوک لاسابر می‌باشند، که همگی در سال ۱۹۵۹ عرضه شدند.

### دهه ۱۹۶۰
در دهه ۱۹۶۰ بیوک میزان تولیداتش را به ۲۵۰ هزار واحد رسانید. در ۱۹۶۱ خودروی ۸ سیلندر مدل بیوک اسکای‌لارک را تولید نمود. در سال ۱۹۶۲ بیوک خودروی با کیفیت مدل سال خود، به‌نام بیوک اسپیشال را عرضه کرد، که با استقبال خوبی هم مواجه گردید. در سال ۱۹۶۳ خودروی مدل بیوک ریویرا را تولید کرد، که بسیار موفق بود.

### دهه ۱۹۷۰
در دهه ۱۹۷۰ دو خودروی بیوک جی‌اس‌ایکس و بیوک ریگال به‌ترتیب در سال‌های ۱۹۷۰ و ۱۹۷۳ ساخته شدند. در دهه ۱۹۷۰ یک مدل دیگر نیز توسط این شرکت عرضه گردید، این خودرو بیوک پارک اونیو بود، که در سال ۱۹۷۵ رونمایی شد.
در سال ۱۹۷۸ در ۷۵ سالگی شرکت بیوک بار دیگر عنوان خودروی برتر سال را با مدل بیوک ریگال کوپه از آن خود کرد. این خودروی اسپورت دارای موتوری ۶ سیلندر بود. در این سال فروش شرکت به ۷۹۵٫۳۱۶ دستگاه رسید. در واپسین سال دهه یعنی در ۱۹۷۹ نیز خودروی سال، به بیوک تعلق داشت. مدل بیوک ریویرا اس در این سال تولید شد.

### دهه ۱۹۸۰
در ۱۹۸۲ بیوک گرند نشنال ساخته شد. در ۱۹۸۳ میزان فروش این شرکت به ۸۱۰٫۴۳۵ دستگاه رسید. در ۱۹۸۵ با طراحی و ساخت بیوک سامرست بار دیگر خودروی سال، به بیوک رسید. در ۱۹۸۷ بیوک جی‌ان‌ایکس و در ۱۹۸۸ نیز بیوک ریتا تولید گردید. در ۱۹۸۹ مدل بیوک اولترا عرضه شد.

### دهه ۱۹۹۰
در طول سال‌های ۱۹۹۱ تا ۱۹۹۶ شرکت بیوک خودروهای لوکسی مثل کوپه را در ۲ سایز کوچک و بزرگ عرضه کرد، که شامل بیوک پارک اونیو و بیوک رودمستر بود.

### دهه ۲۰۰۰
این شرکت در سال ۲۰۰۰ عنوان معروف‌ترین مارک‌های خودروهای لوکس را در میان گروه جنرال موتورز کسب کرد.
در سال ۲۰۰۱ نیز نخستین خودروی اس‌یووی خود را با نام بیوک رانداوو عرضه و در سال ۲۰۰۶ هم خودروی بیوک لوسرن تولید شد. دراین سال‌ها شرکت بیوک موفق به کسب جوایز بسیاری برای محصولاتش شد. در سال ۲۰۰۹ شرکت بیوک مدل بیوک آنکلیو را تولید نمود.

### دهه ۲۰۱۰
سال ۲۰۱۰ این شرکت مدل بیوک لاکراس را تولید کرد. در ۲۰۱۲ نیز بیوک ریگال جی‌اس، بر پایه مدل بیوک ریگال ساخته شد. واپسین مدل تولید شده توسط بیوک خودروی بیوک ریویرا مفهومی می‌باشد، که در سال ۲۰۱۳ به بازار عرضه گردید.

## نگارخانه
در زیر تصویر بیشتر خودروهای شاخصی که توسط بیوک در فاصله سال‌های ۱۹۱۴ تا ۲۰۱۳ تولید و عرضه شده قرار دارد.

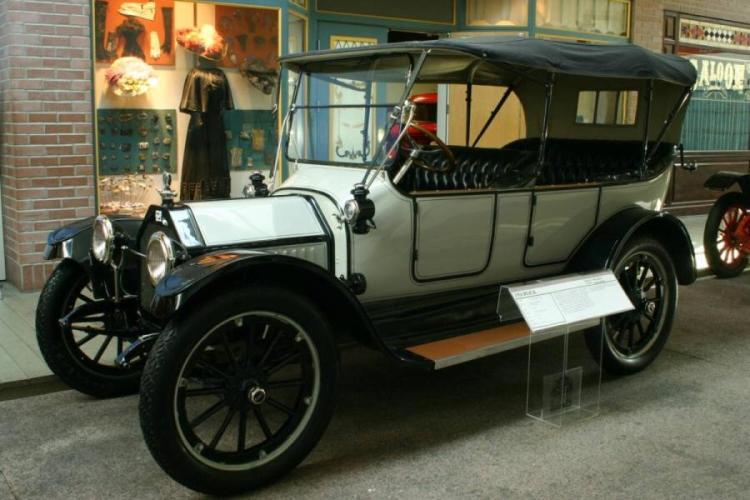
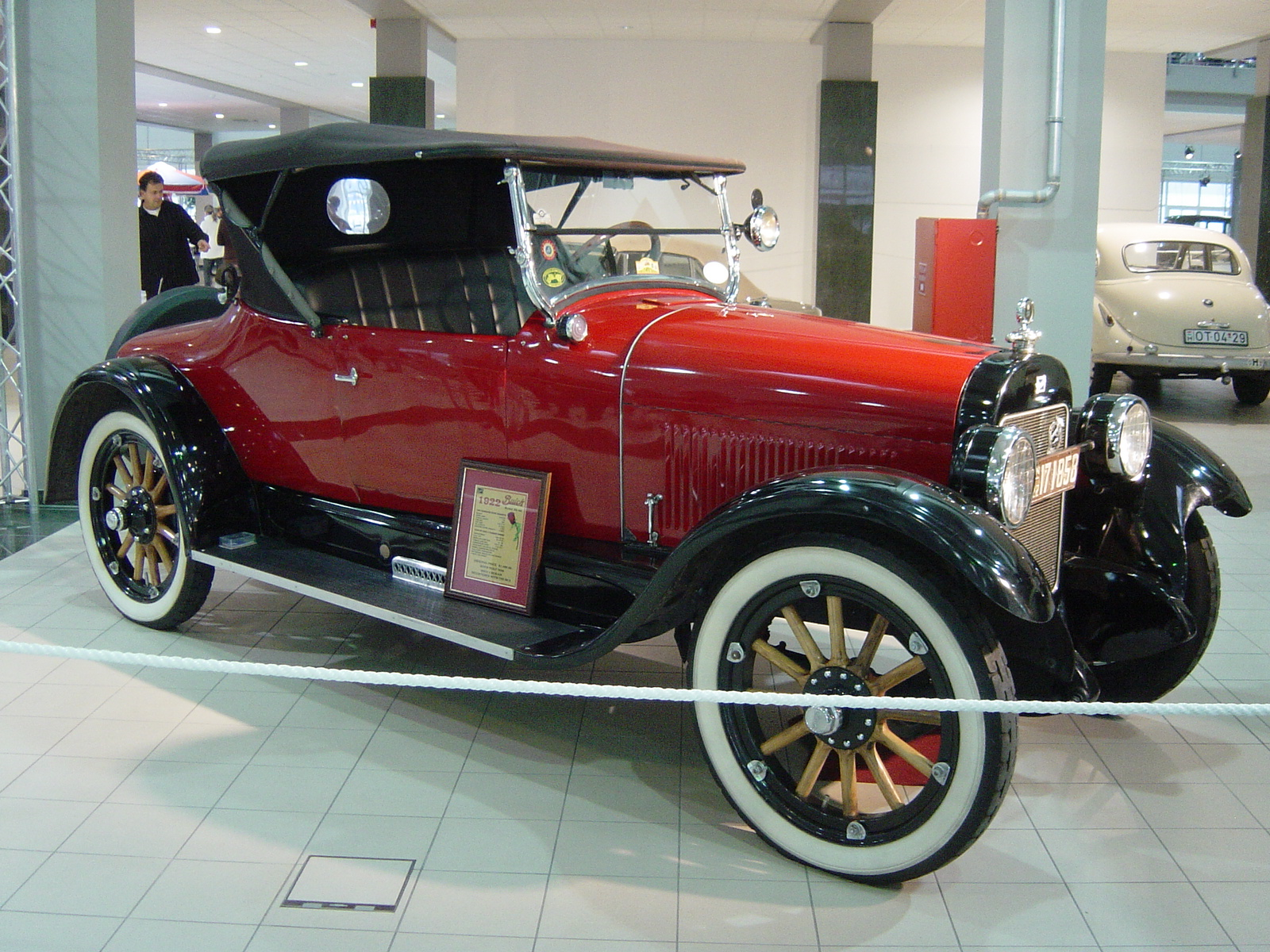
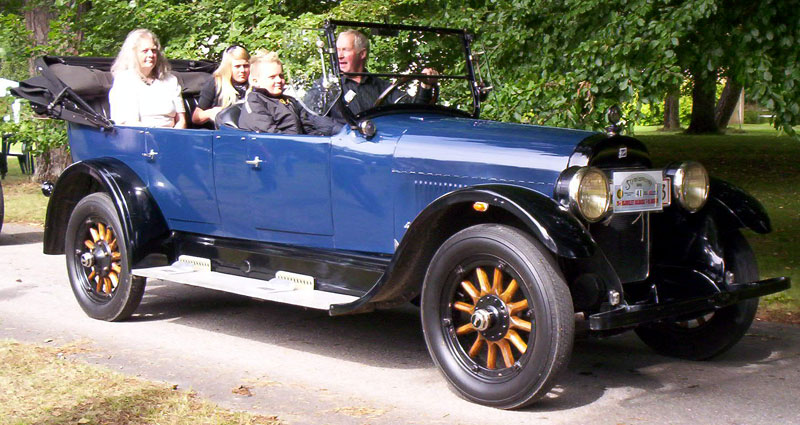
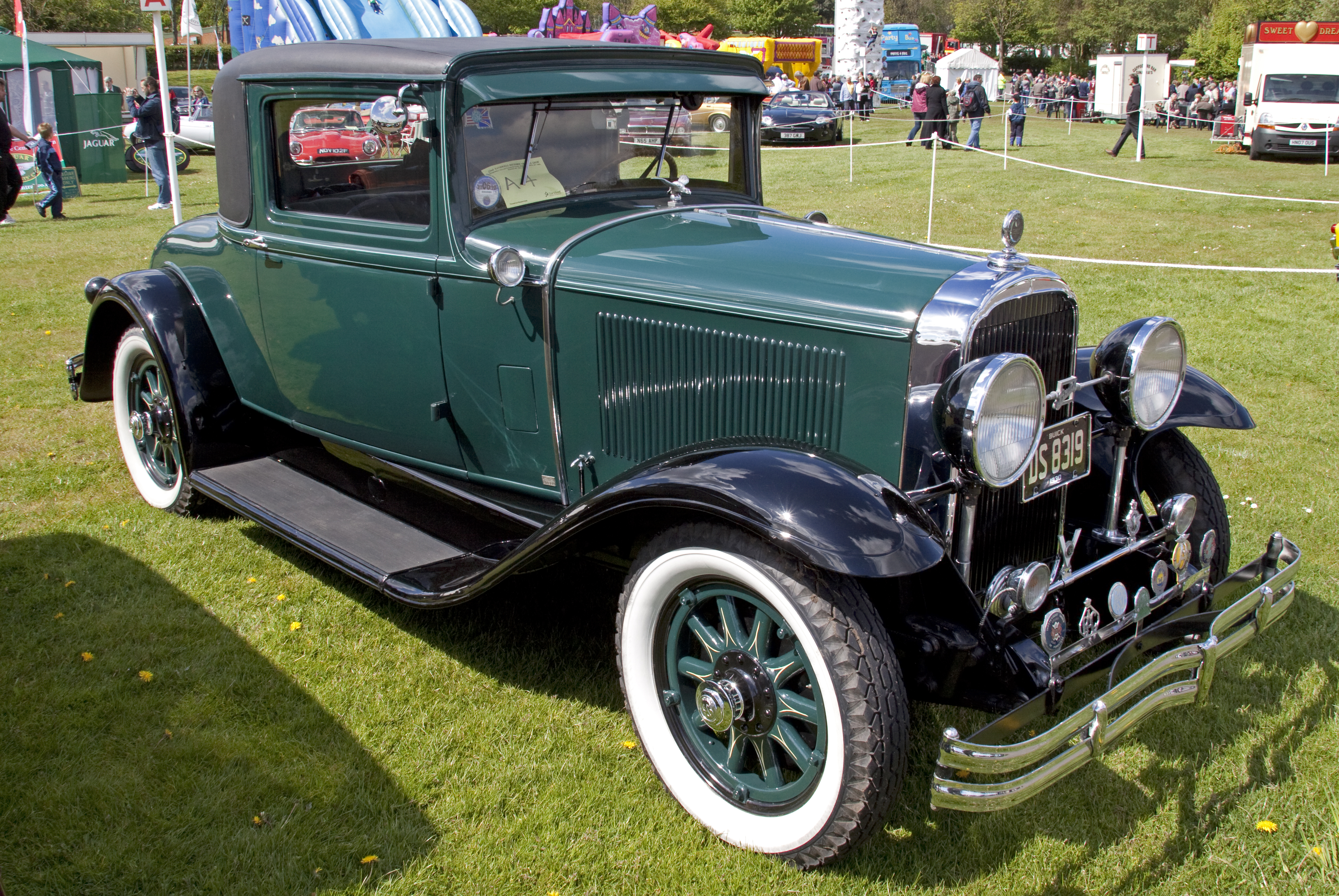
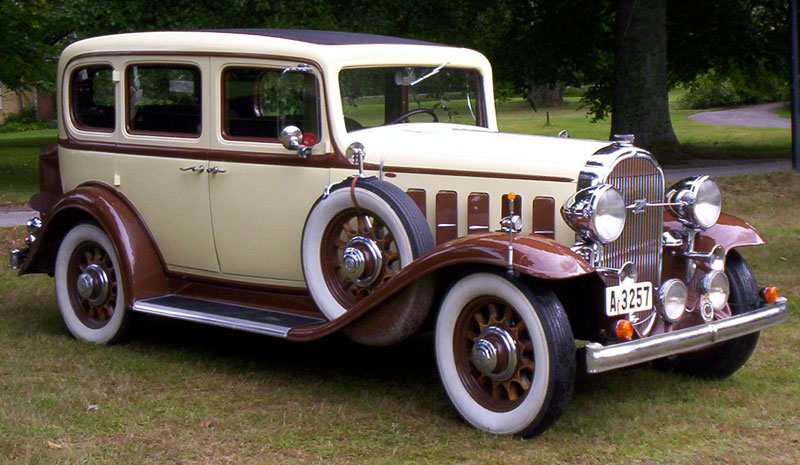
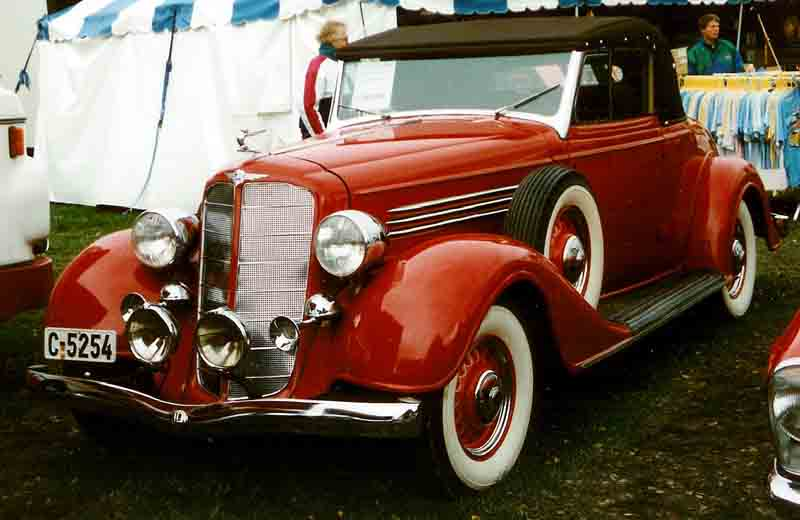
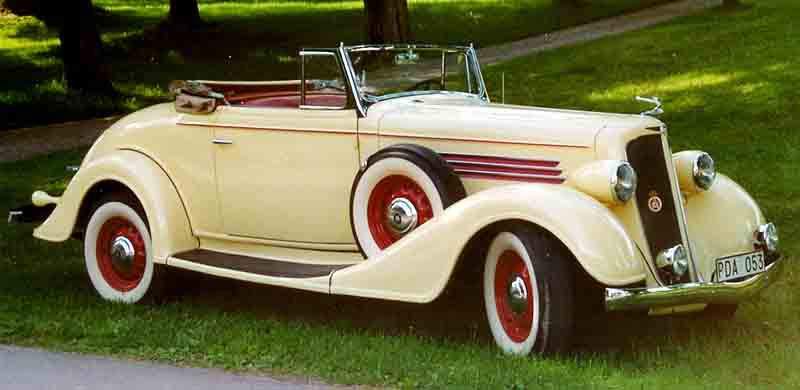
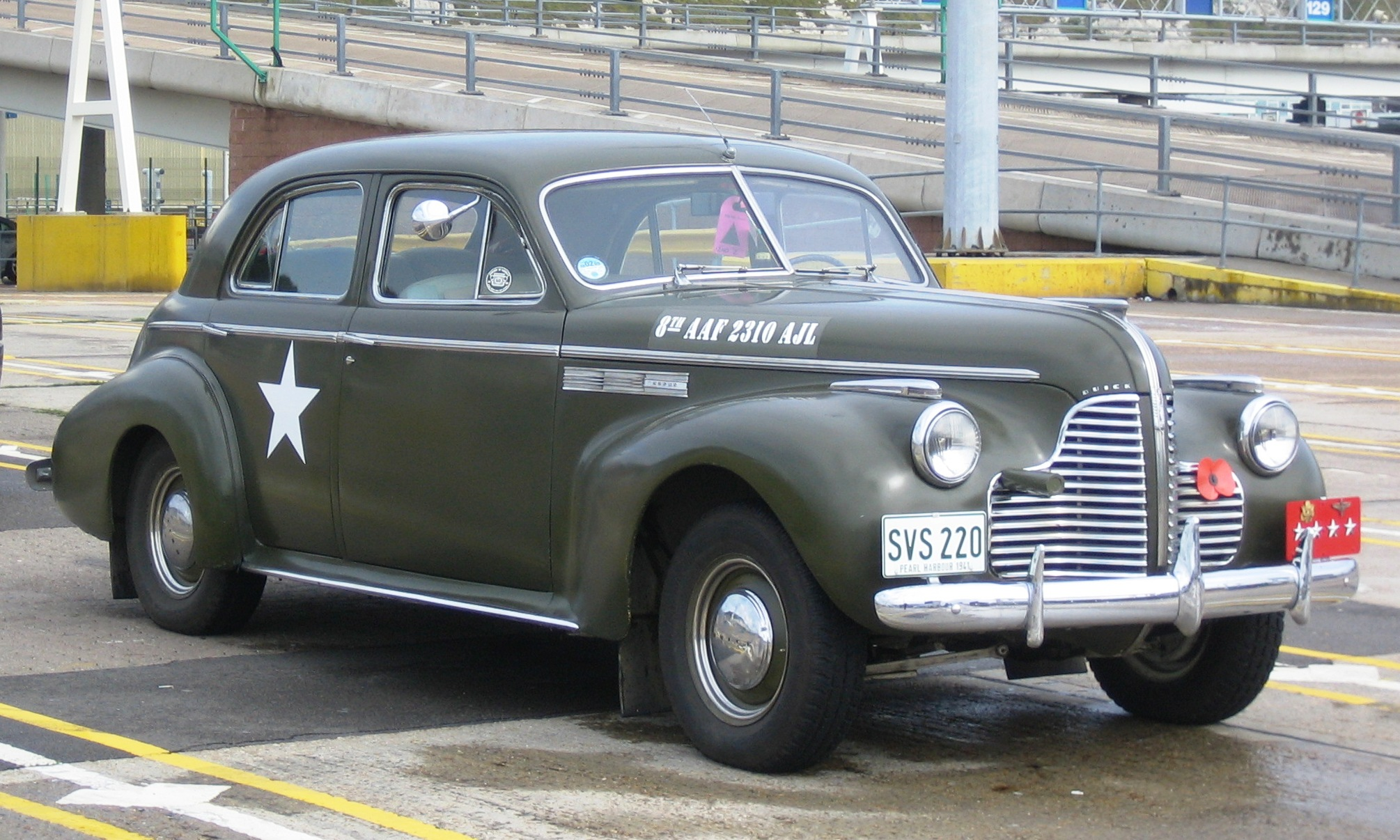
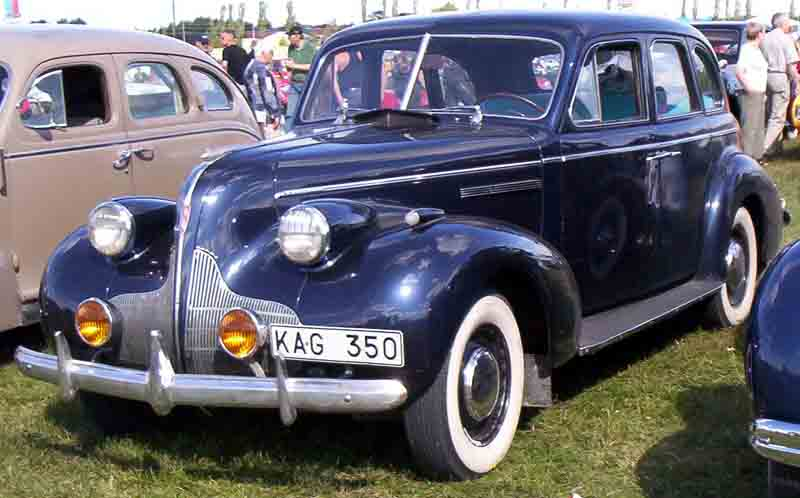
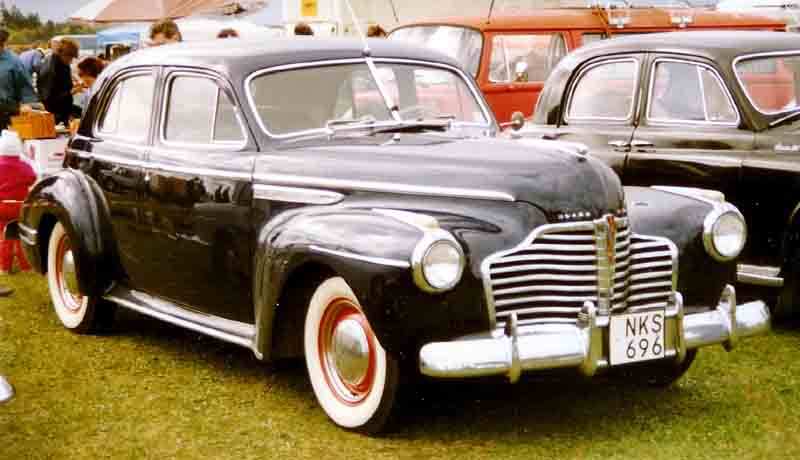
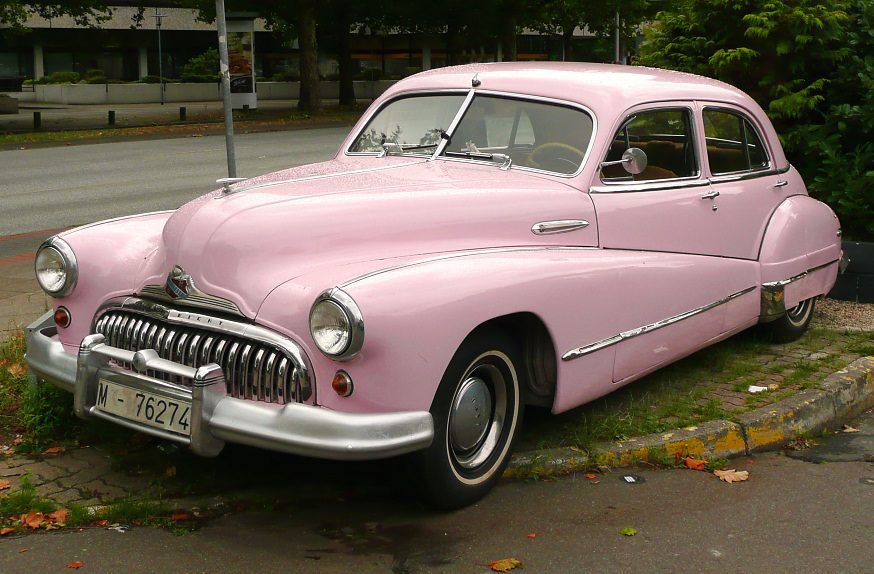
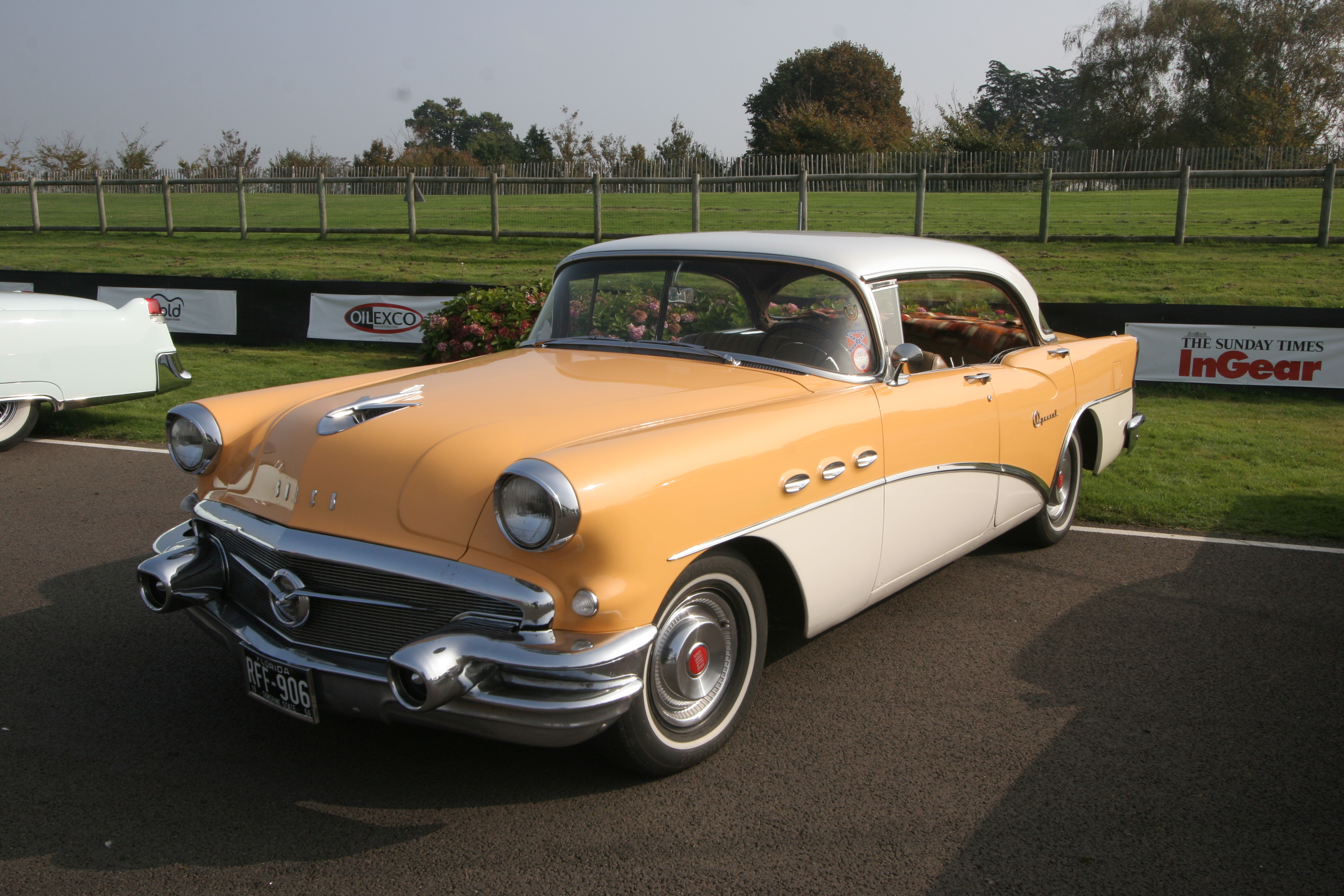
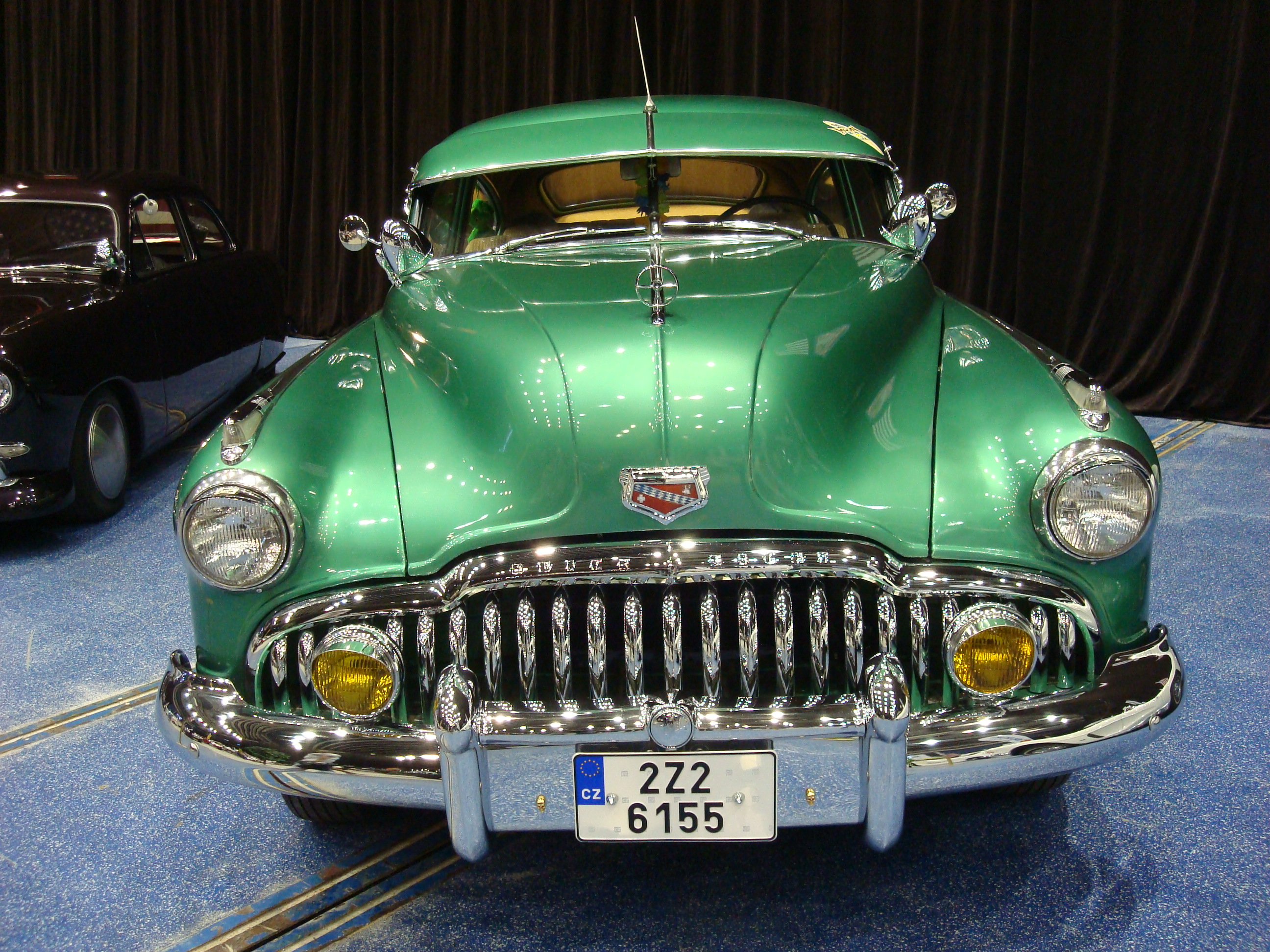
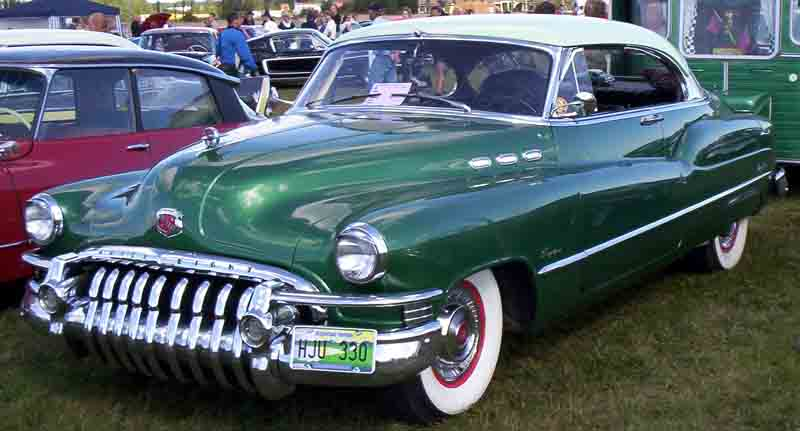
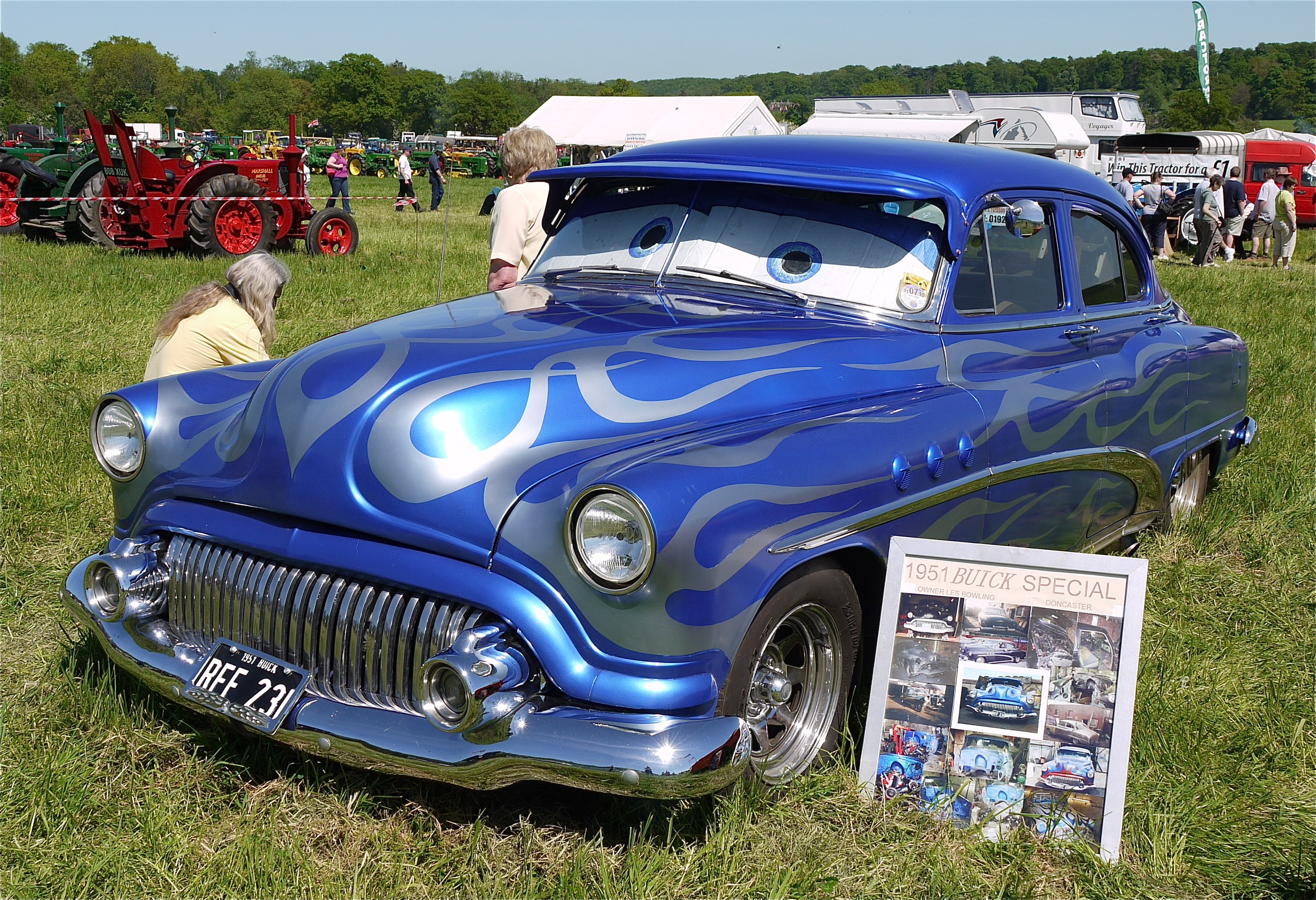
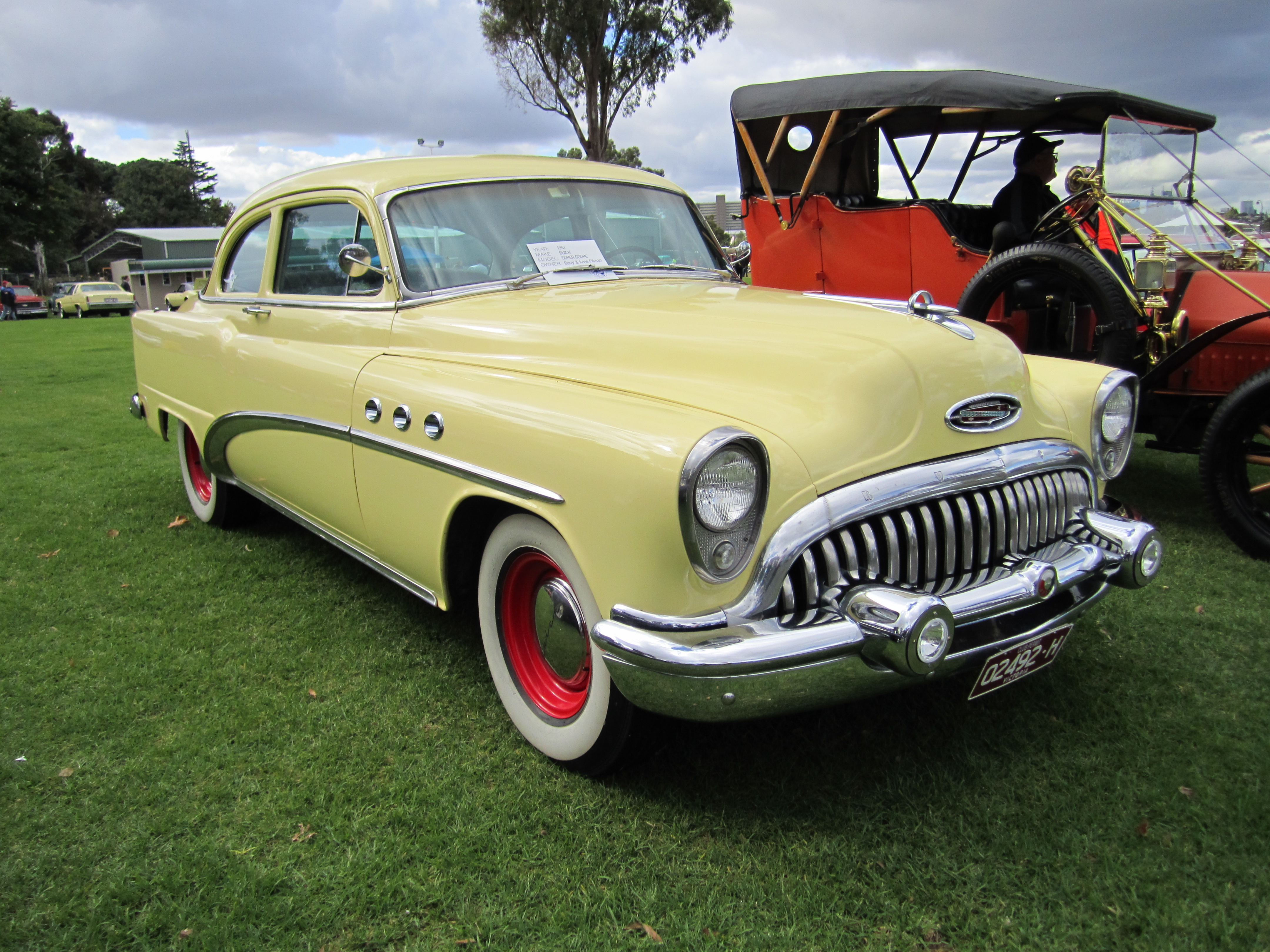
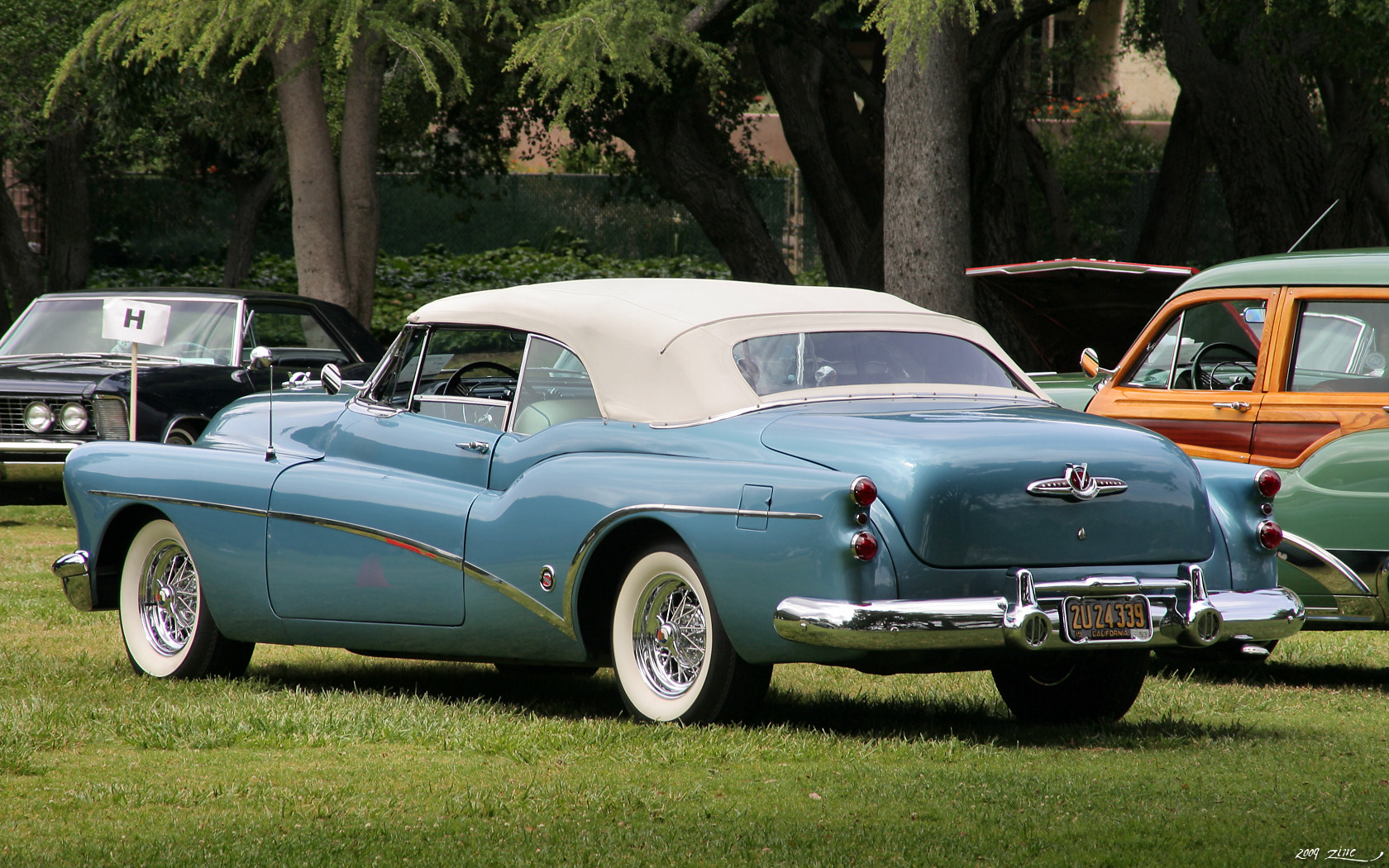
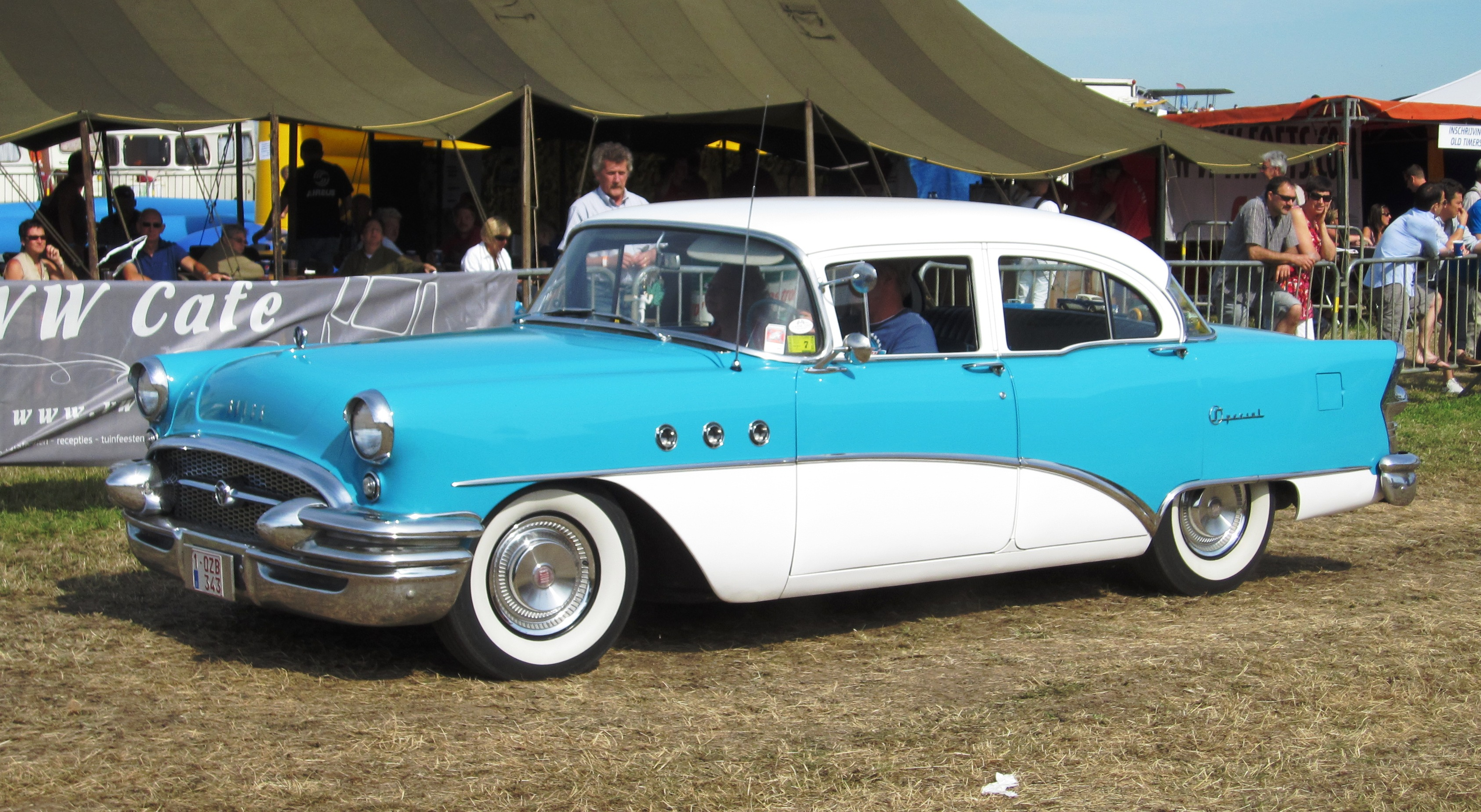
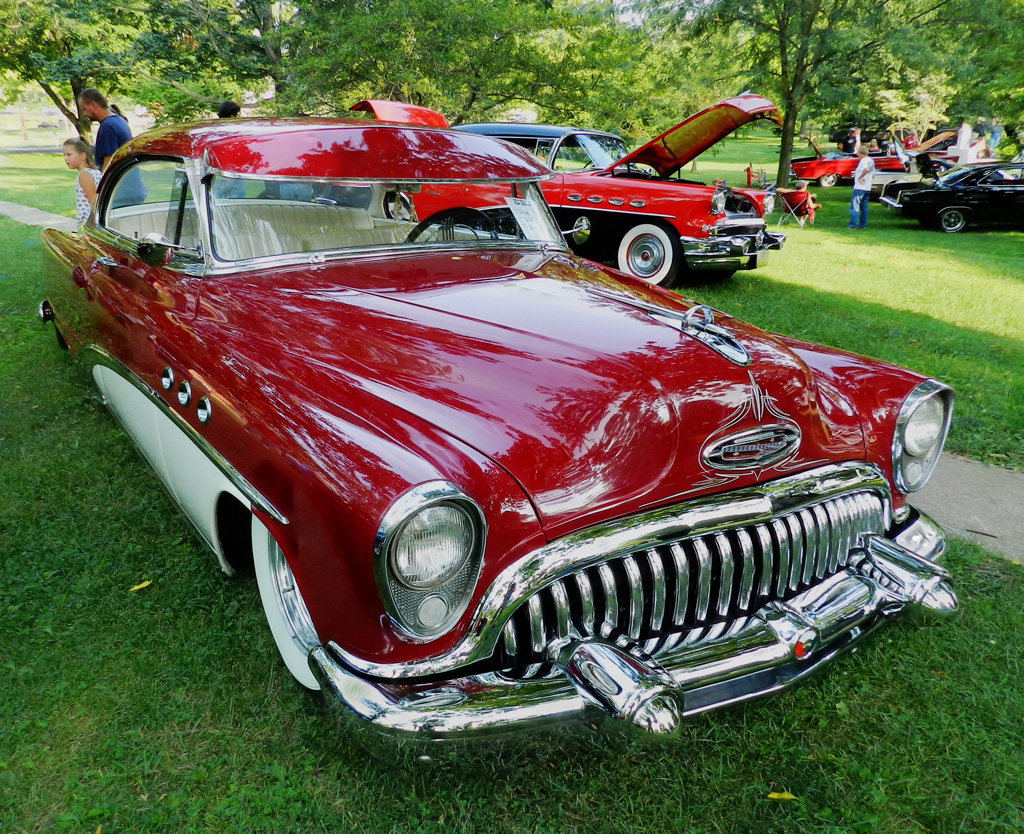
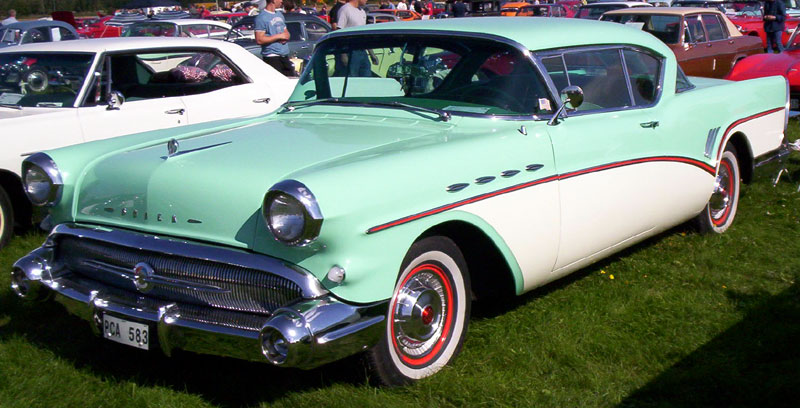
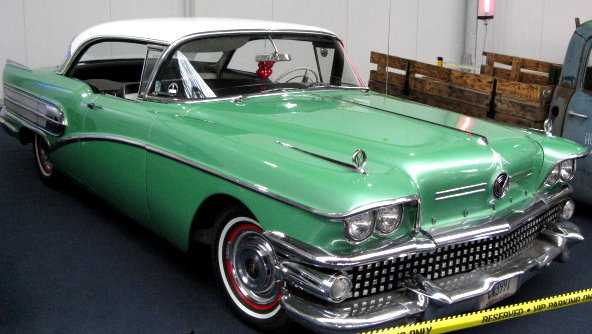
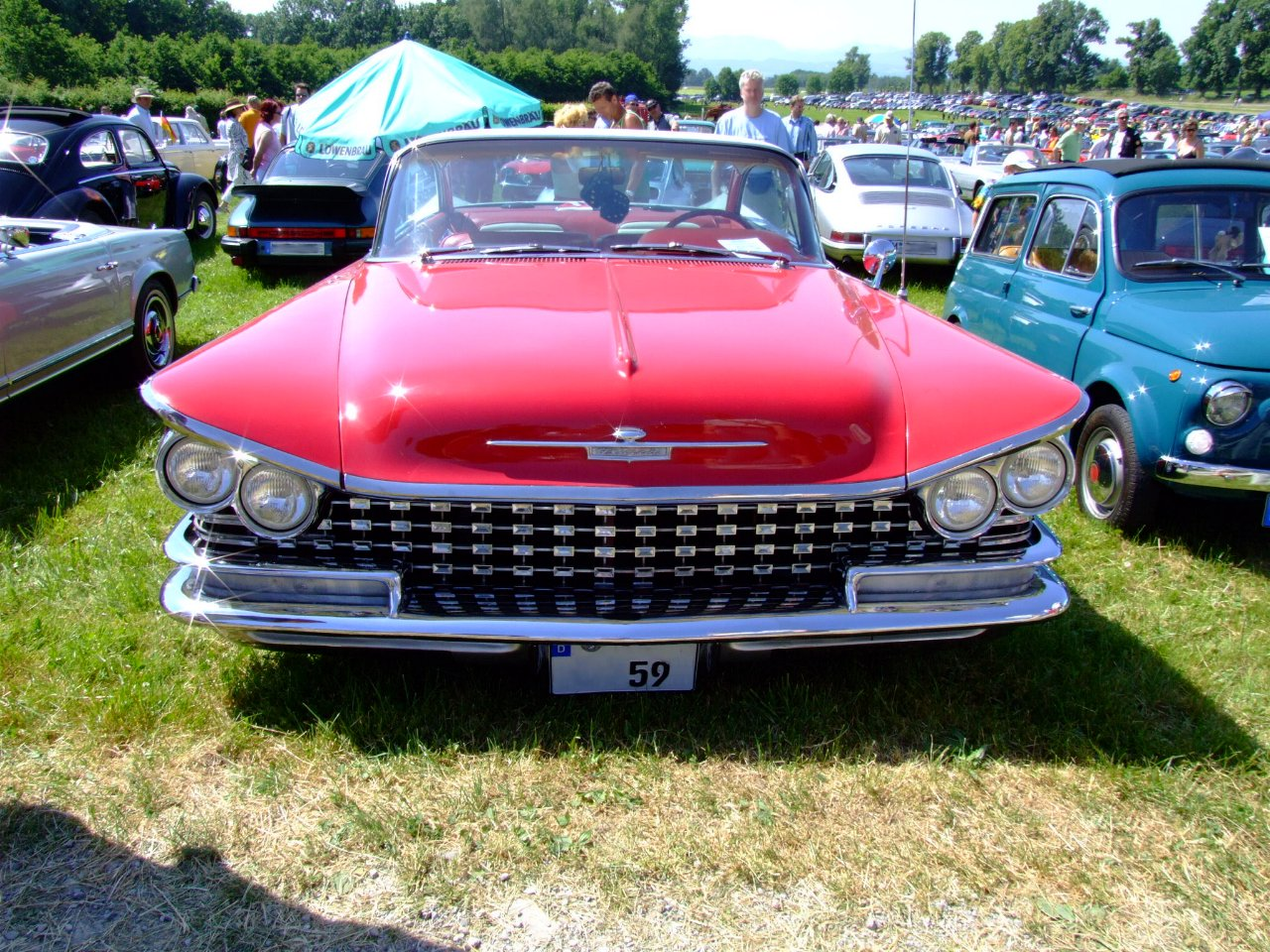
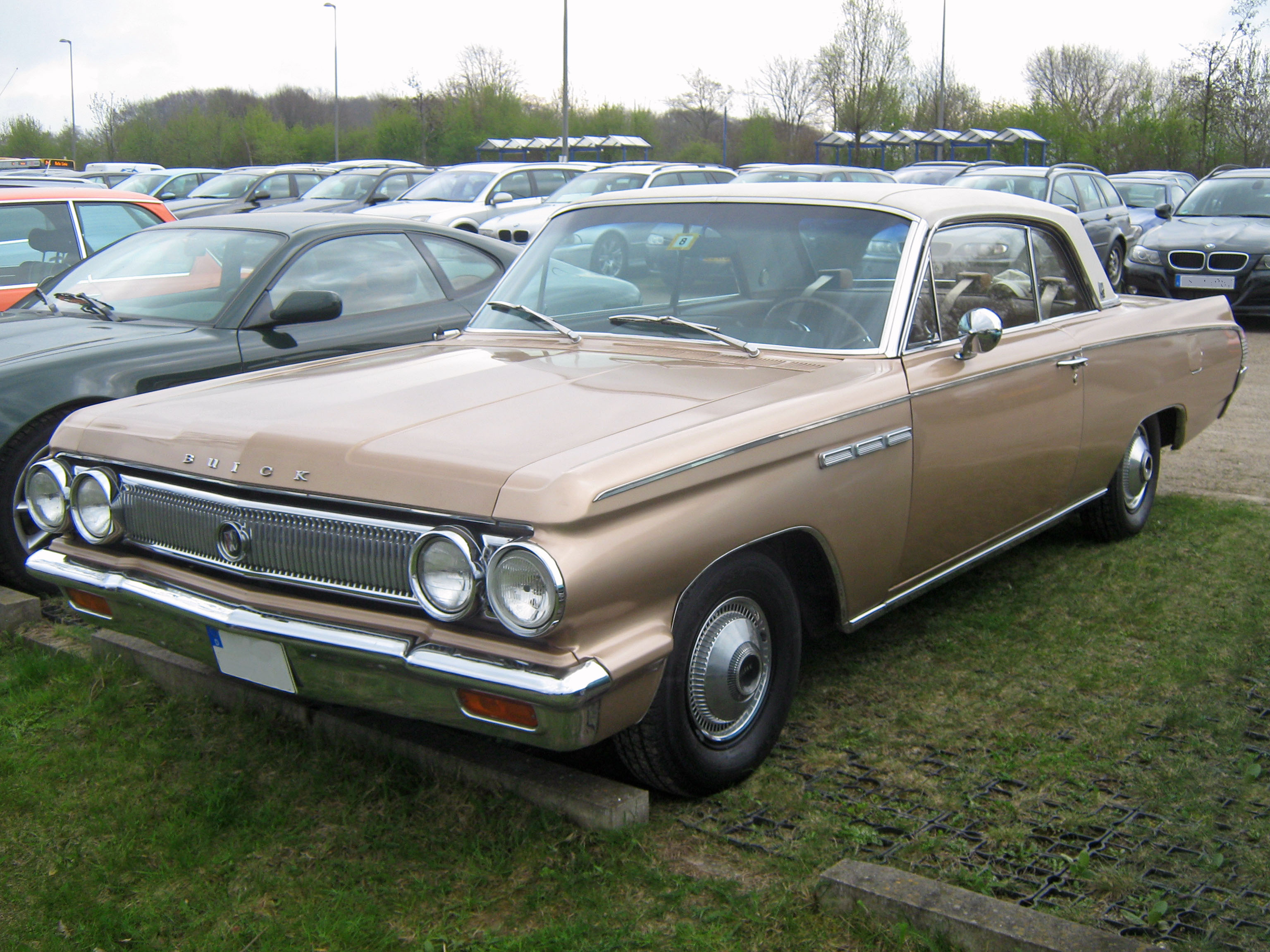
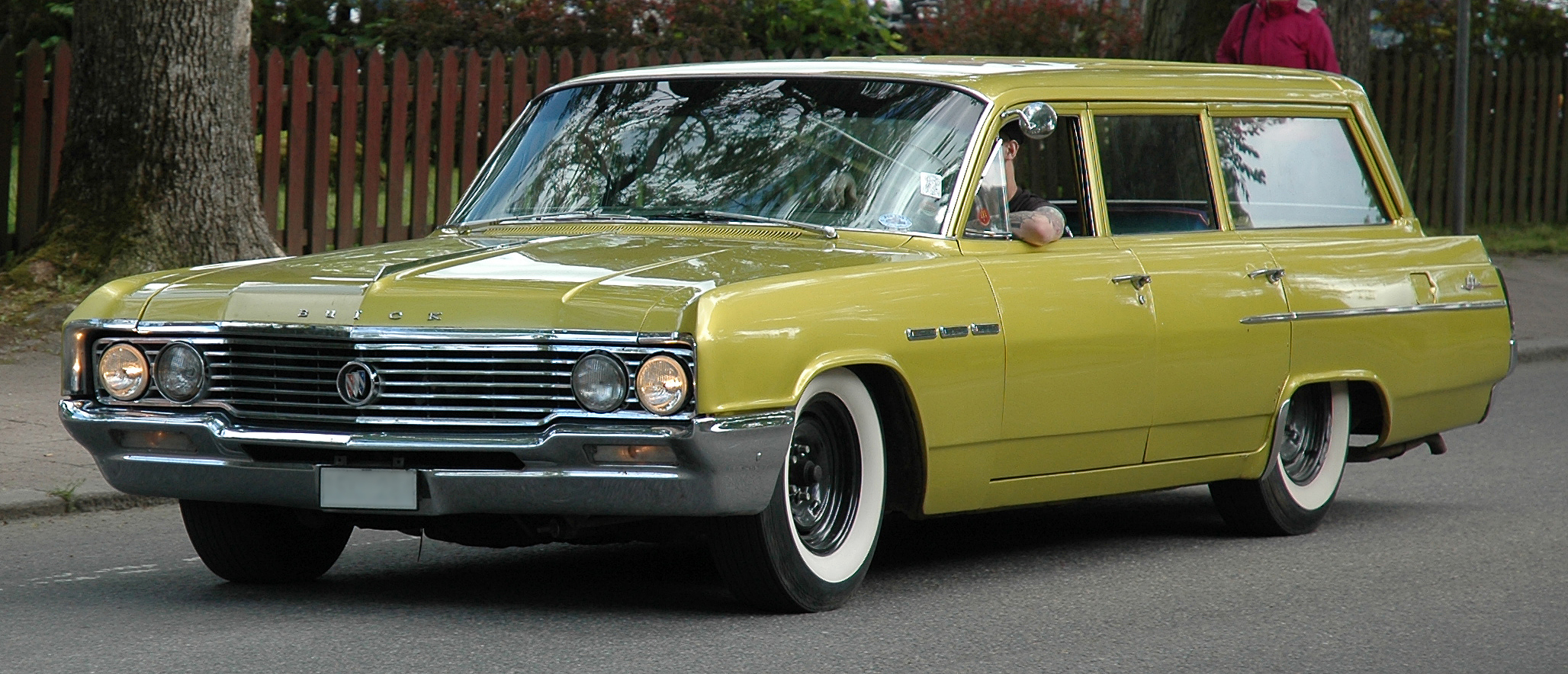
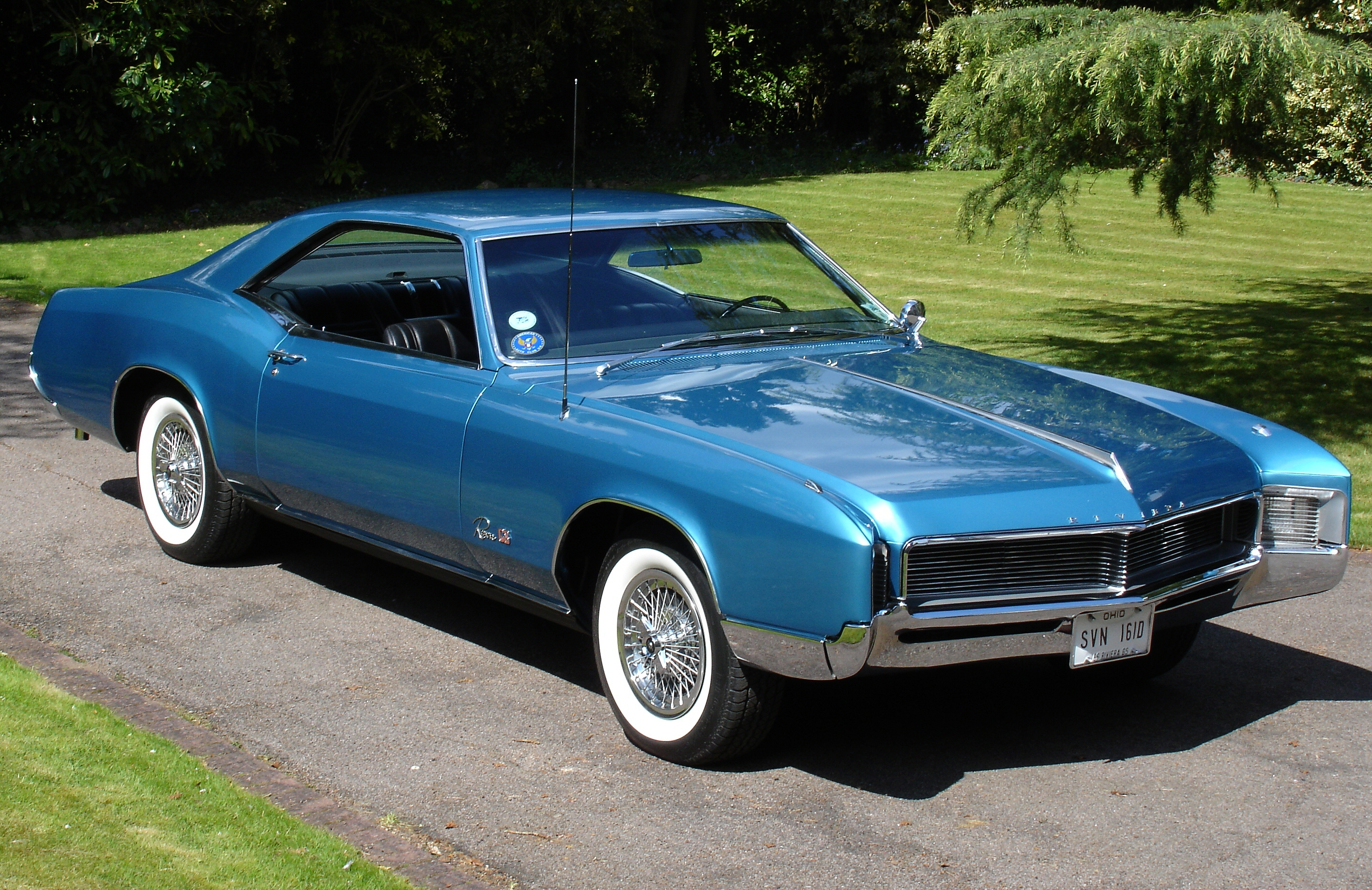
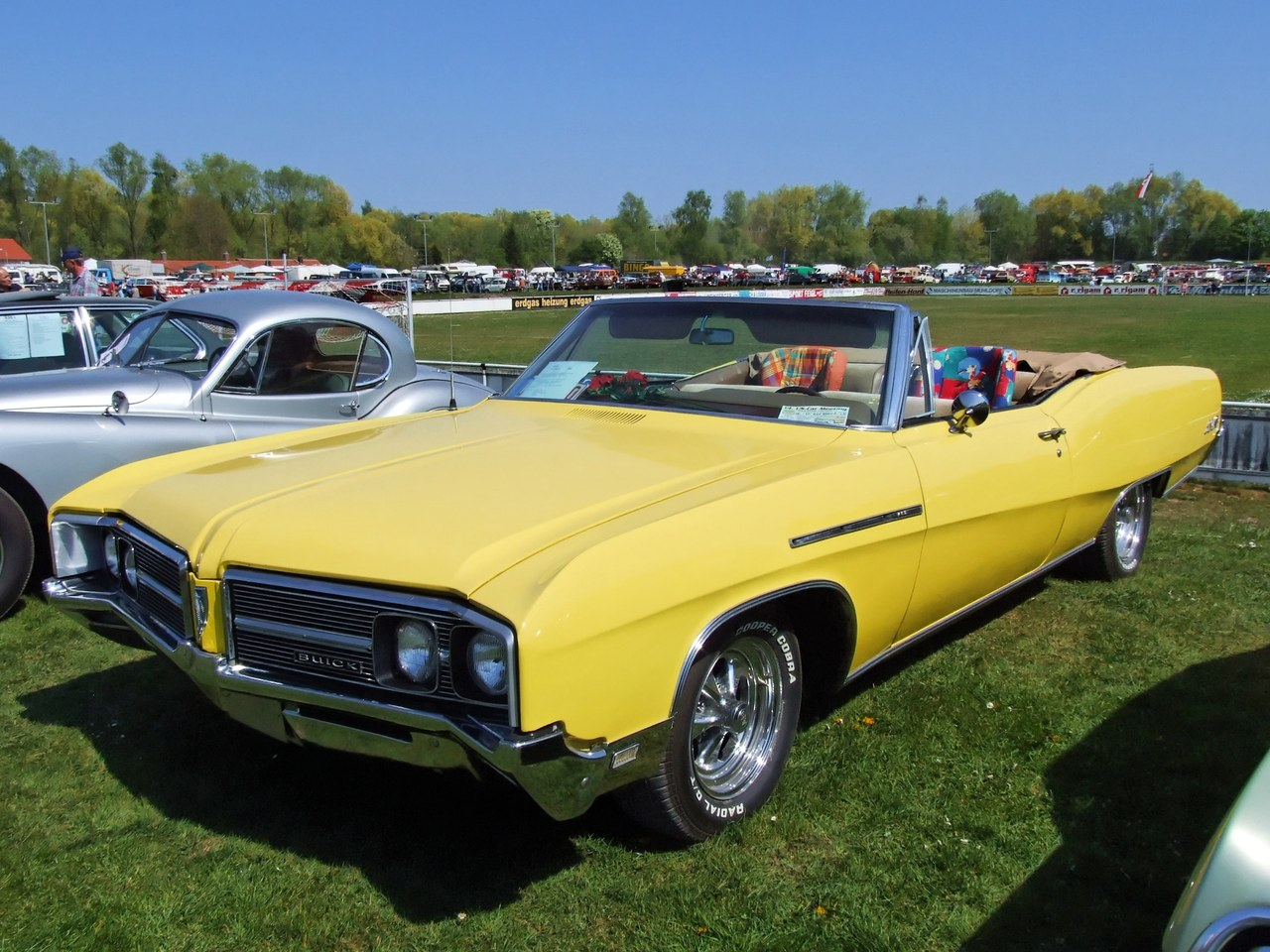
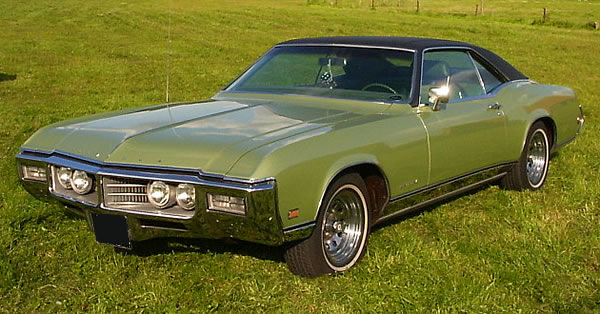
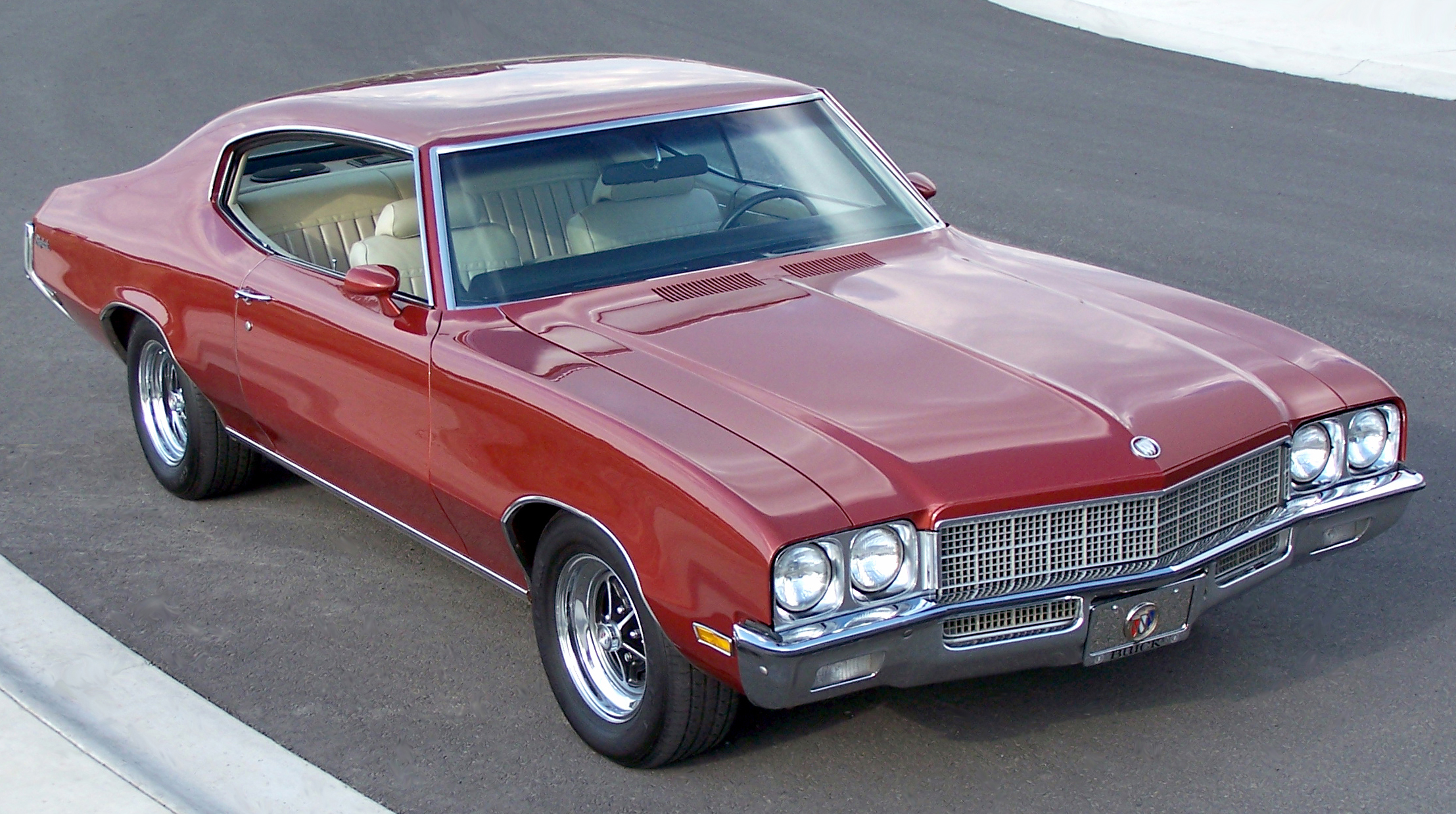
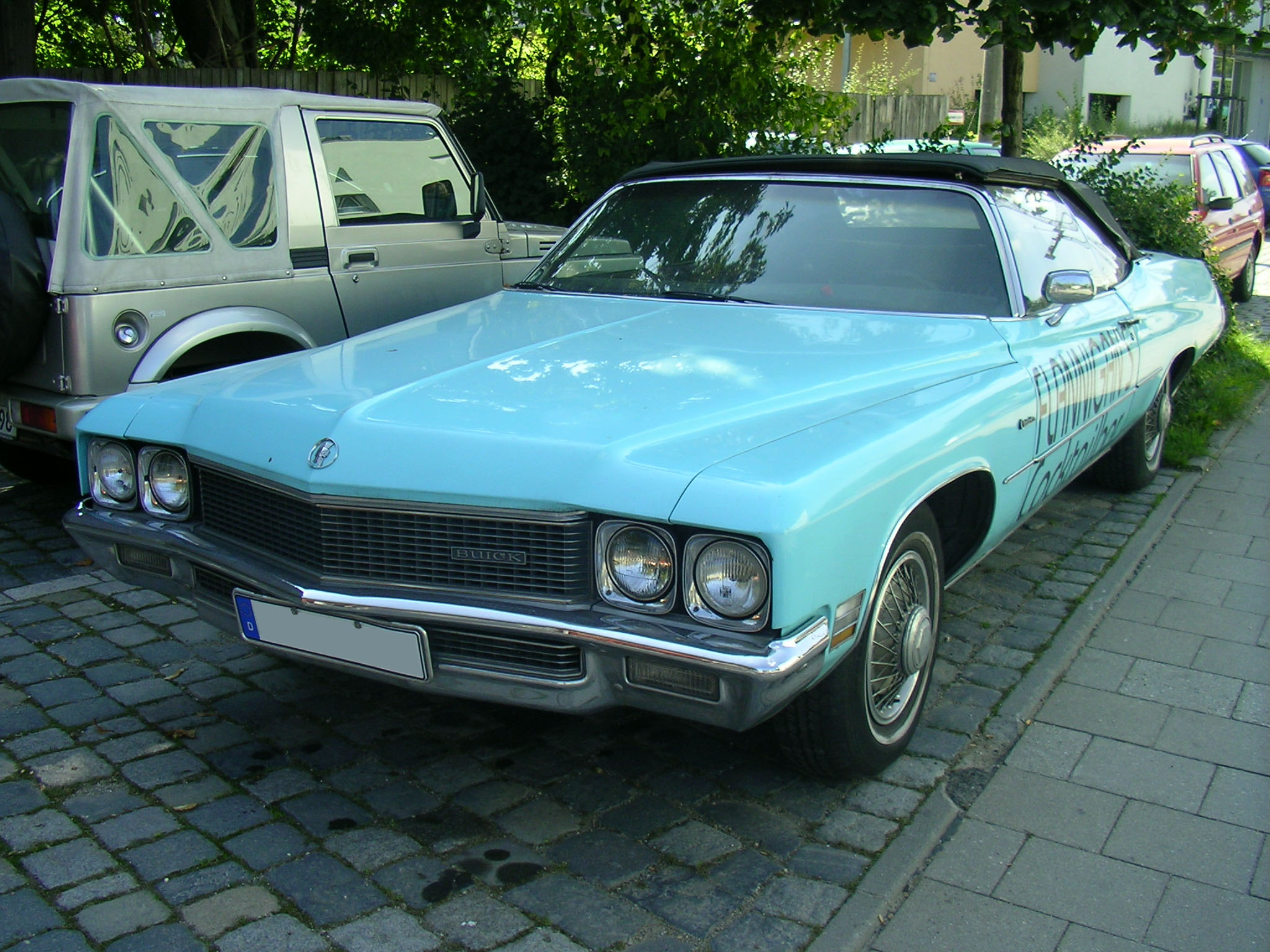
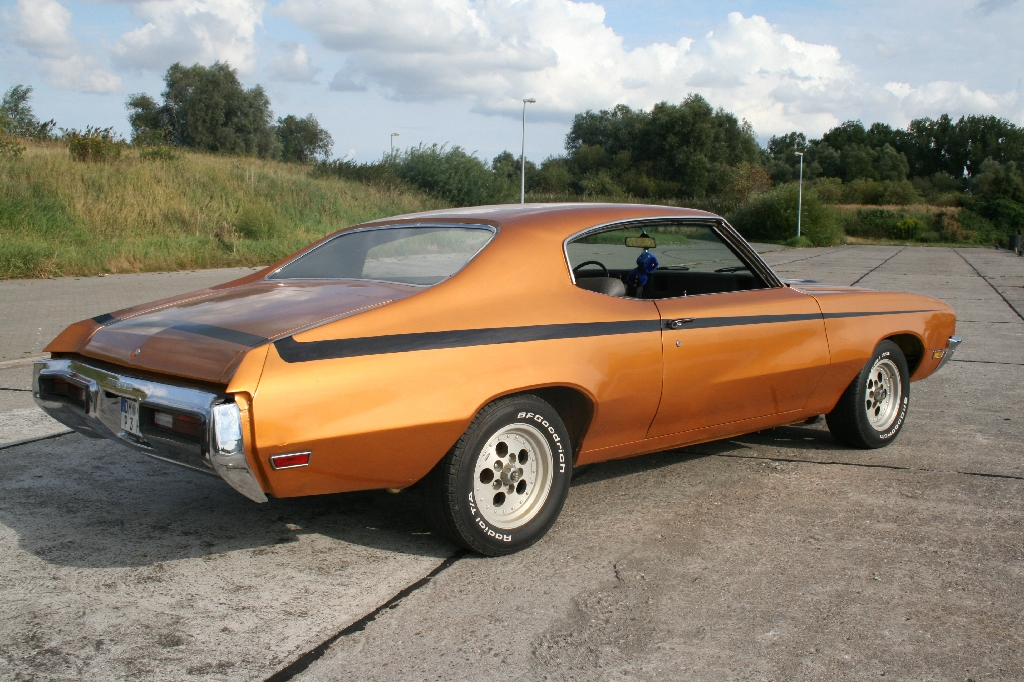
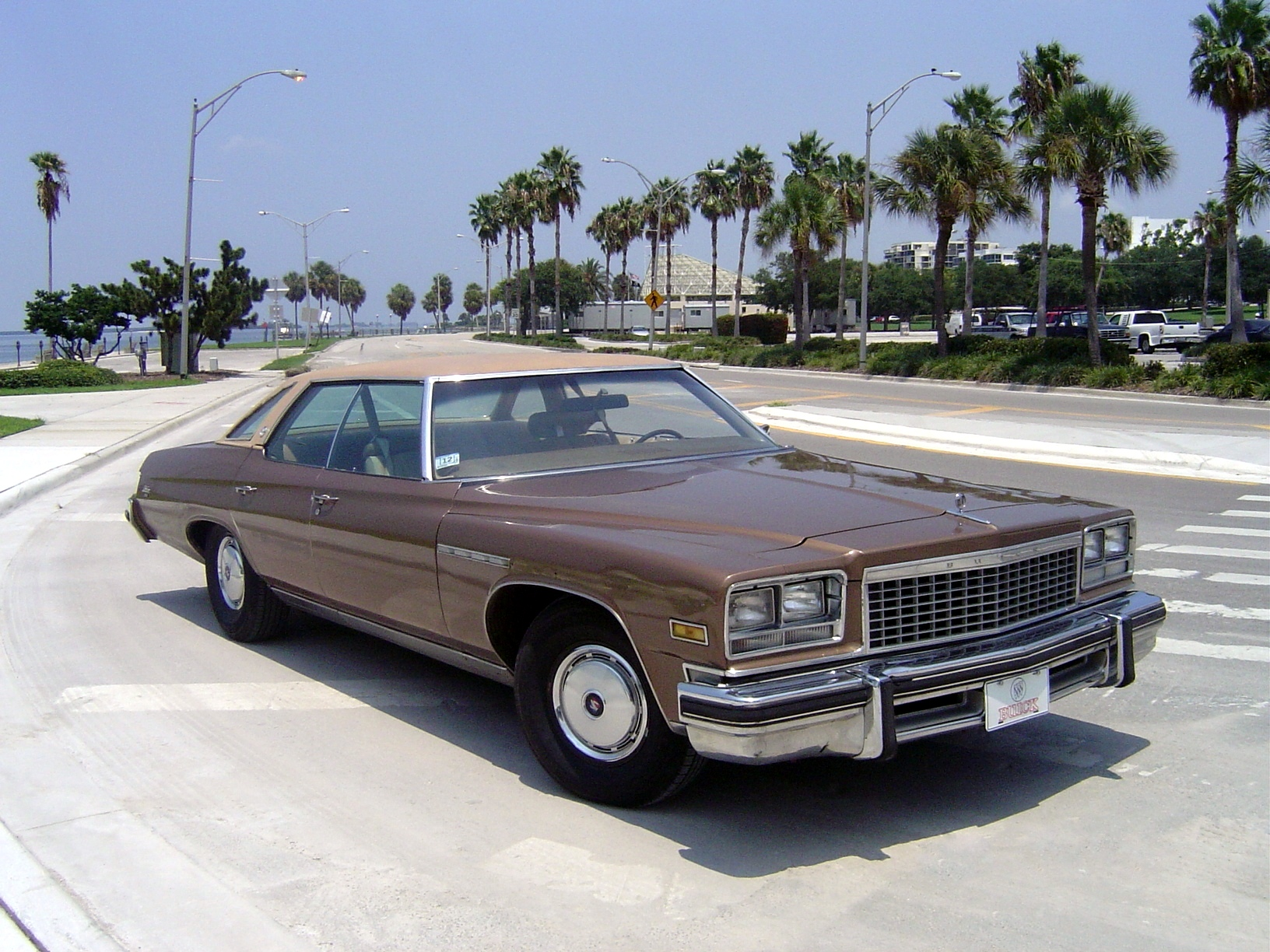
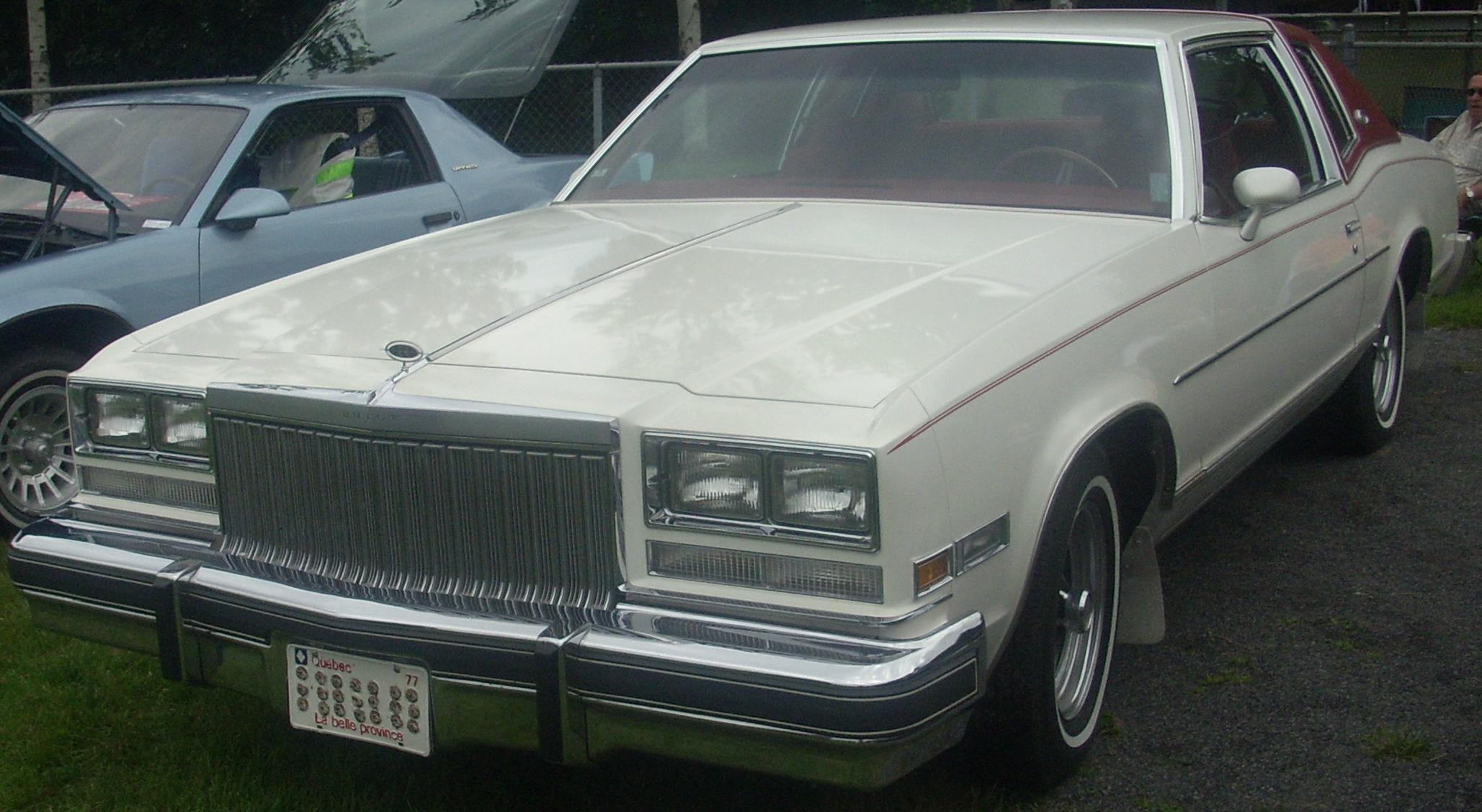
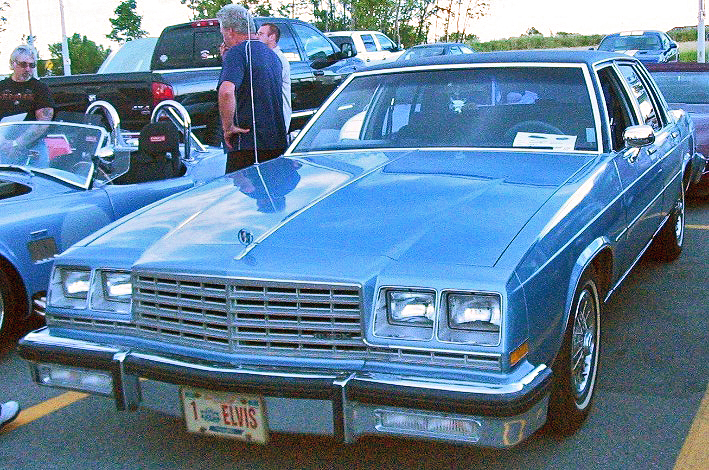
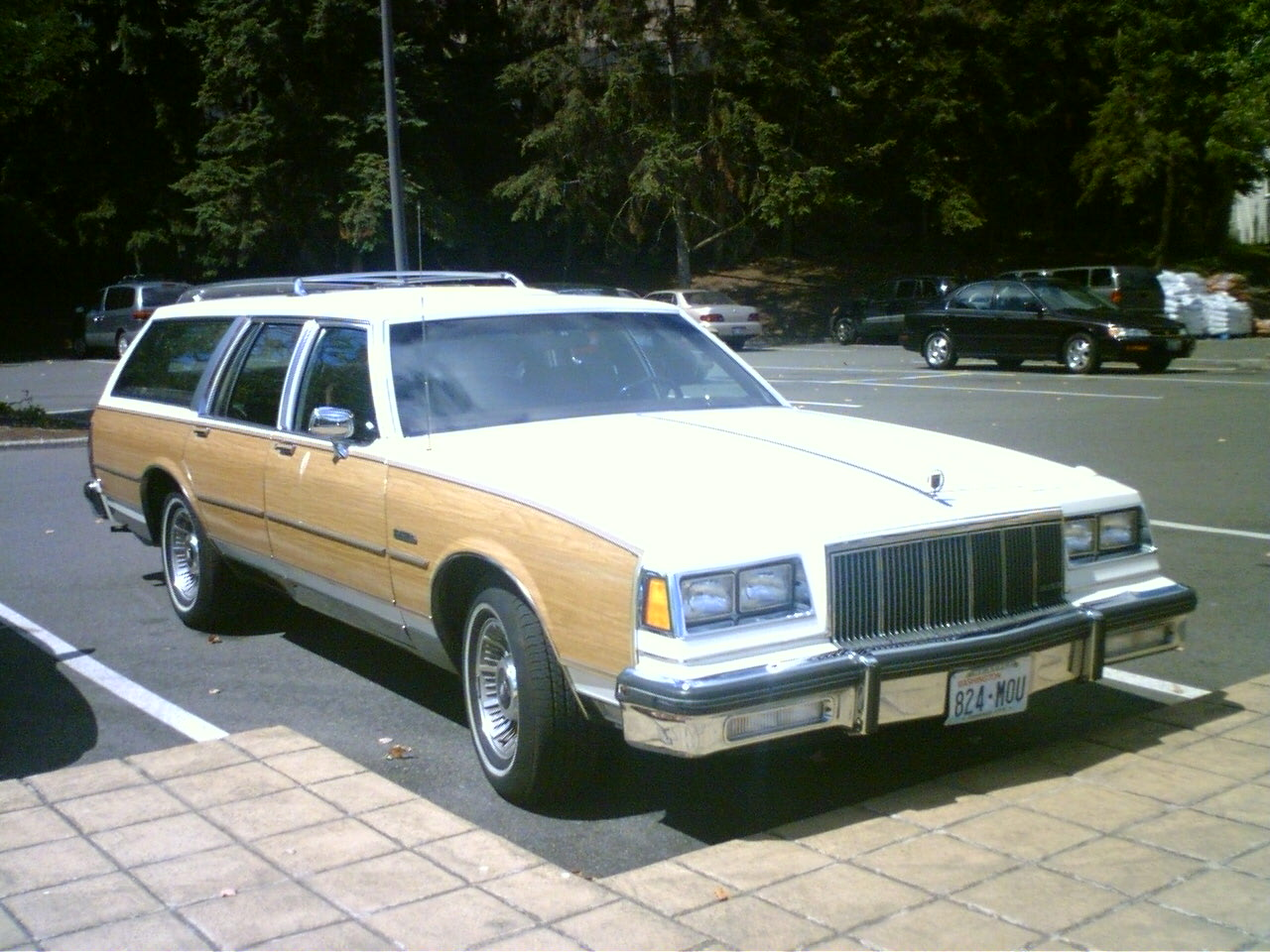
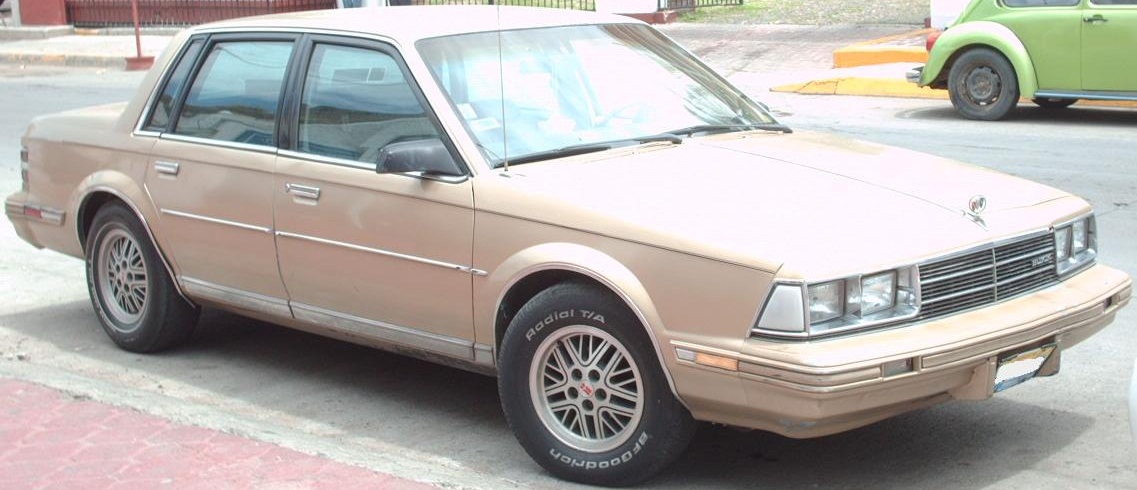
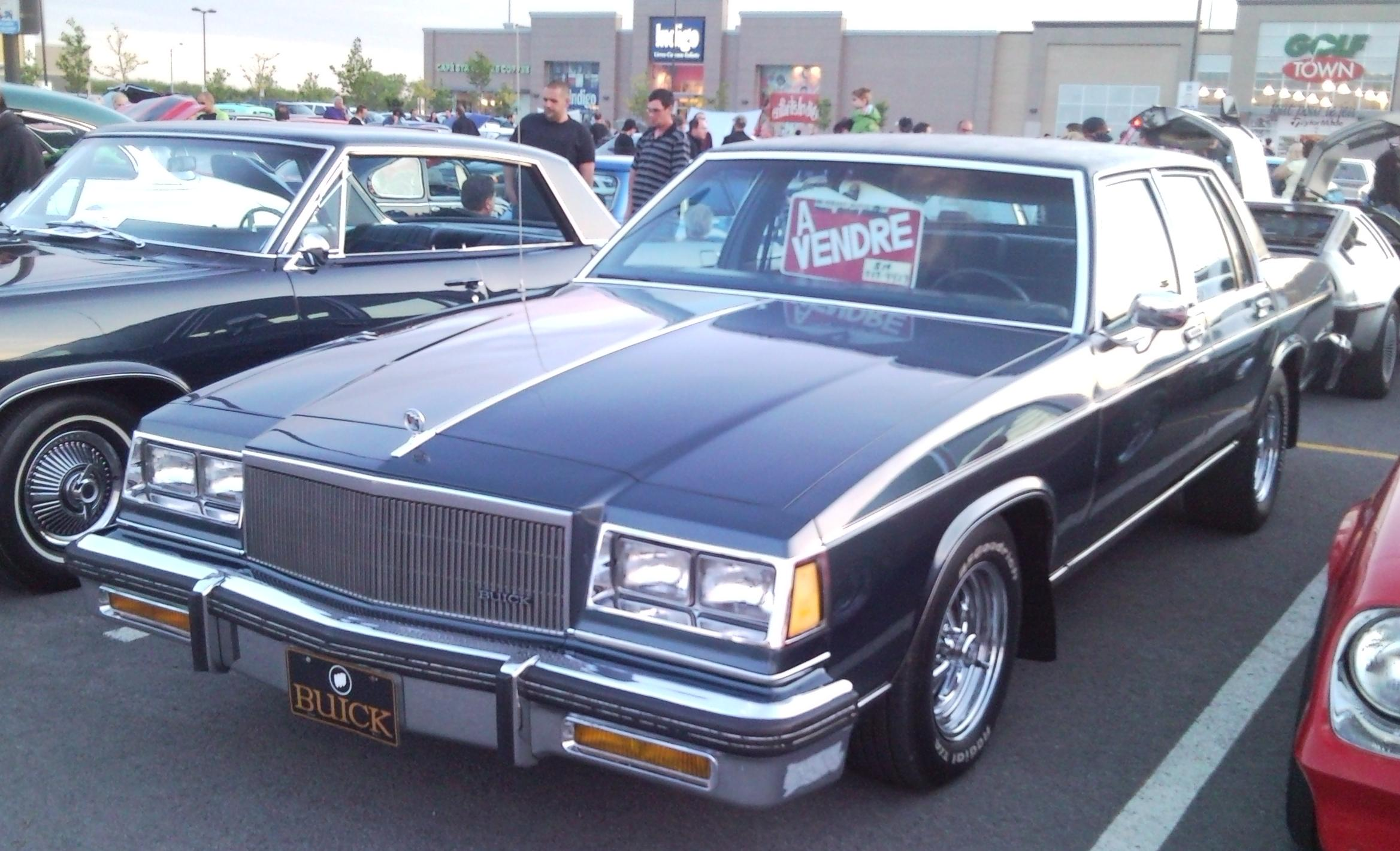
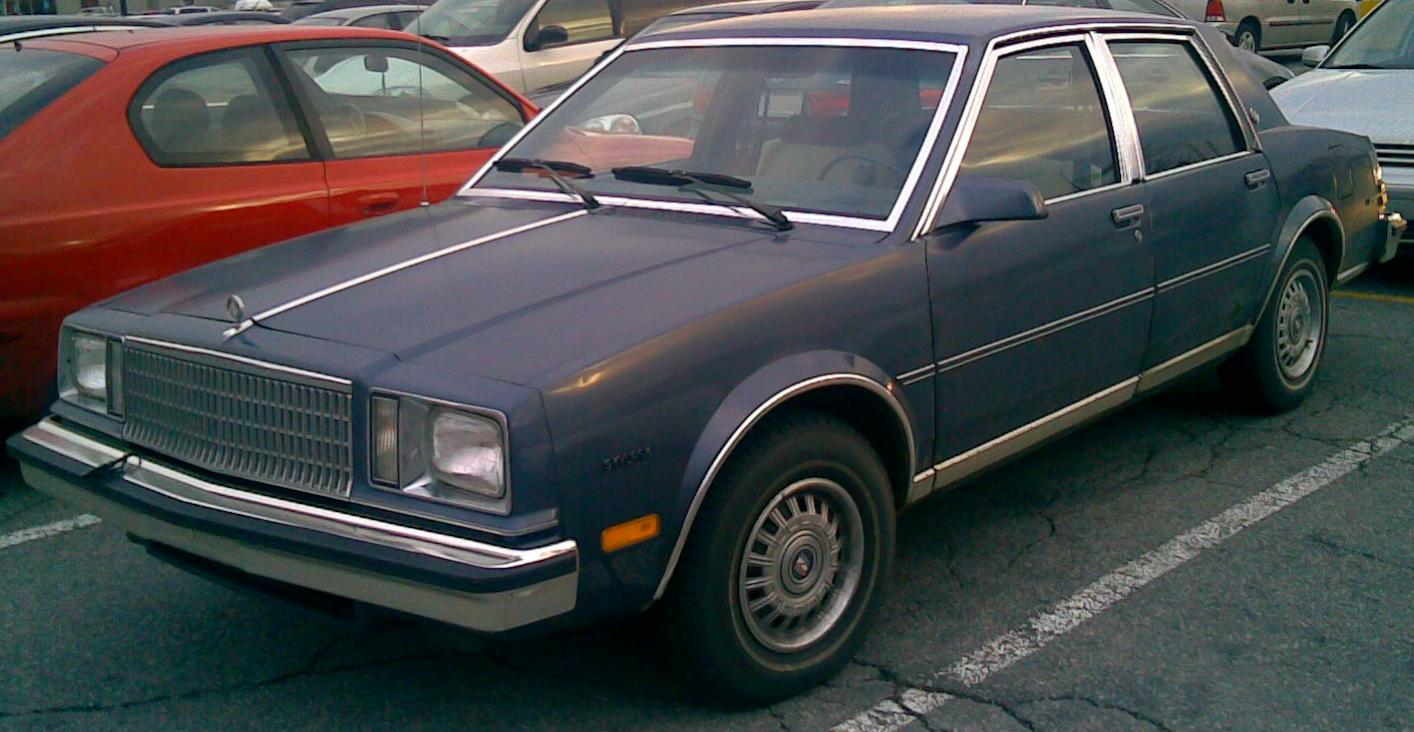
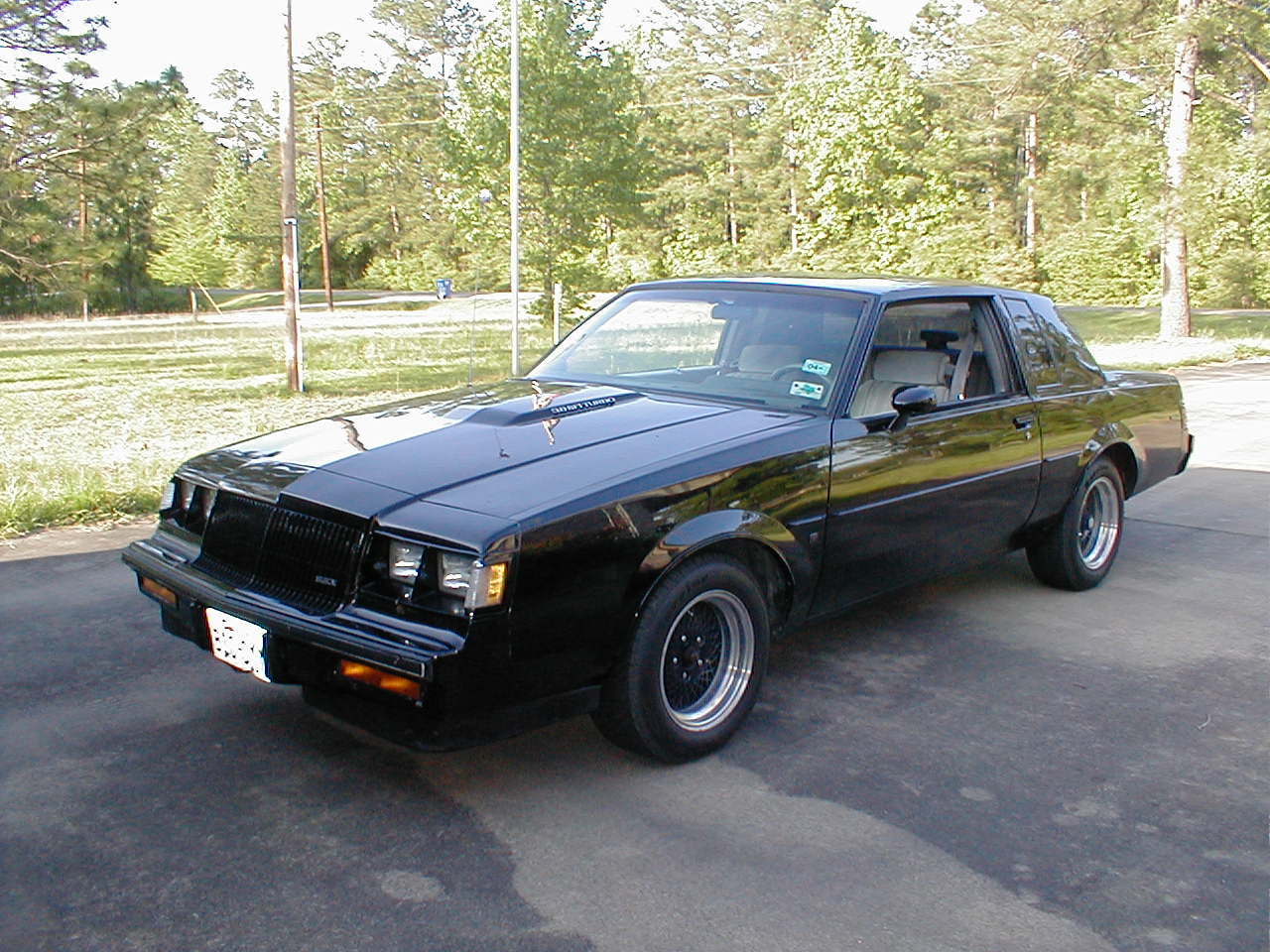
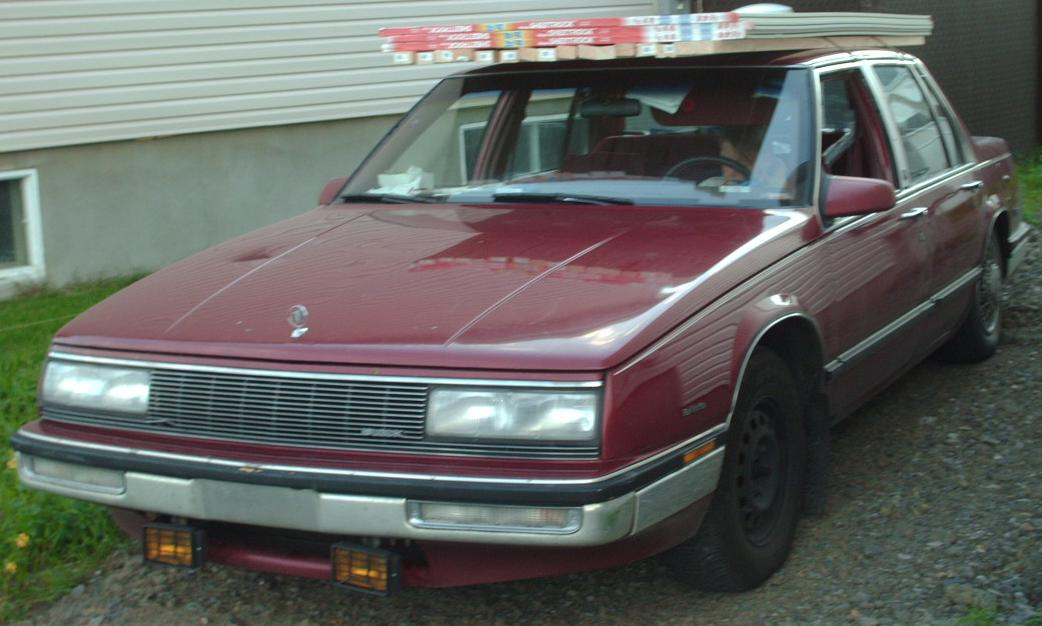
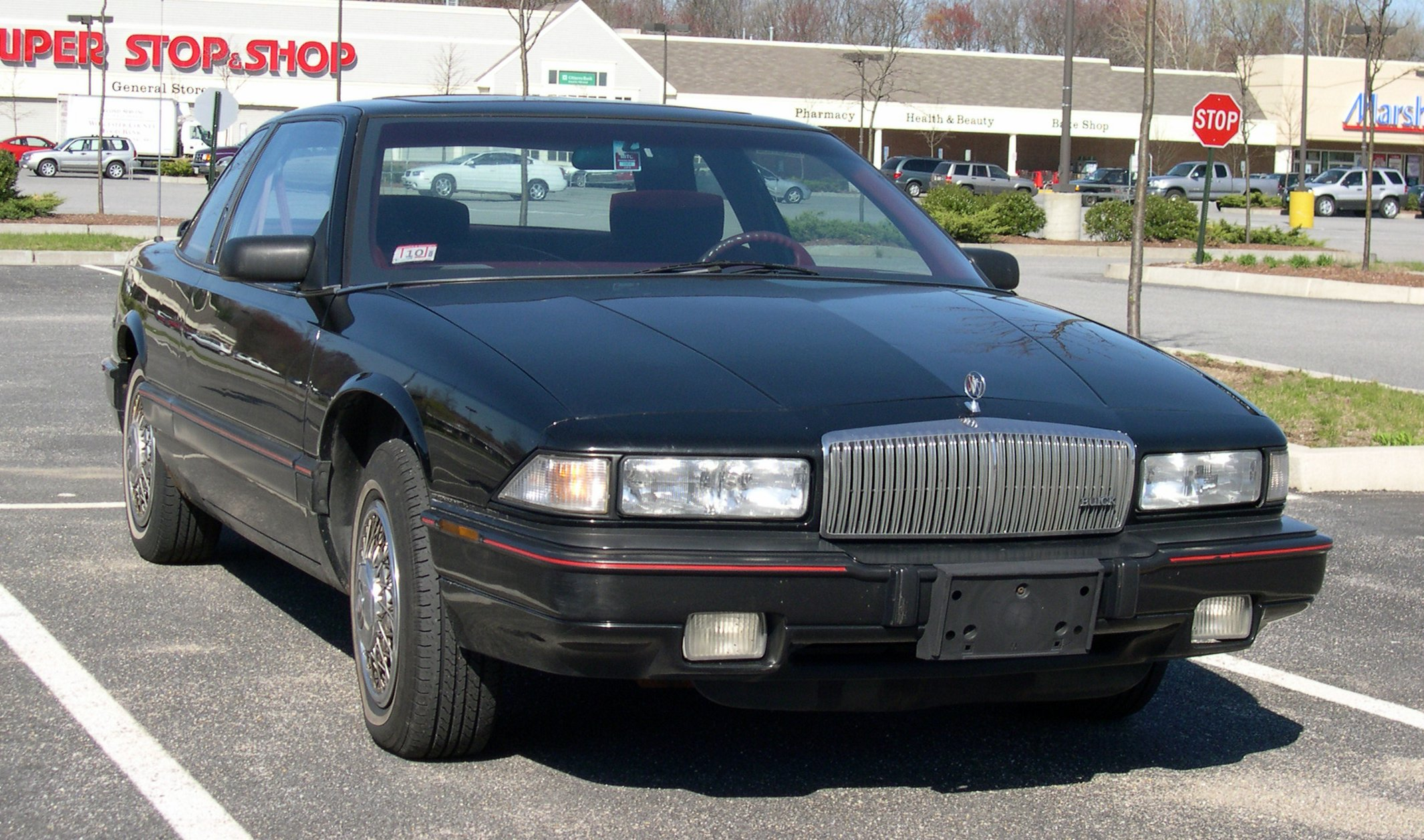
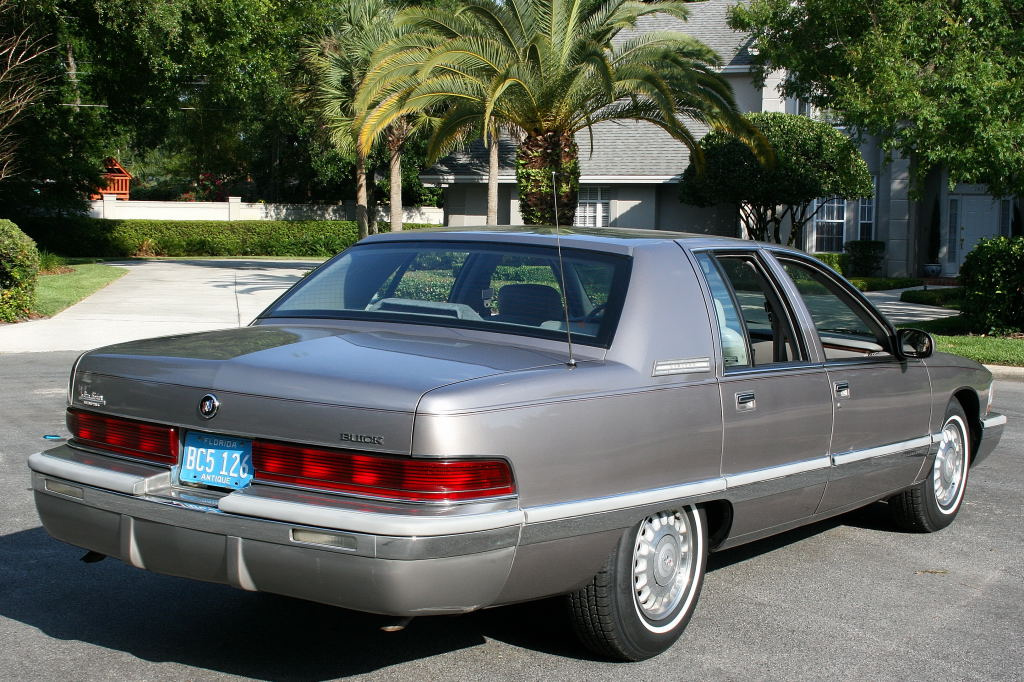
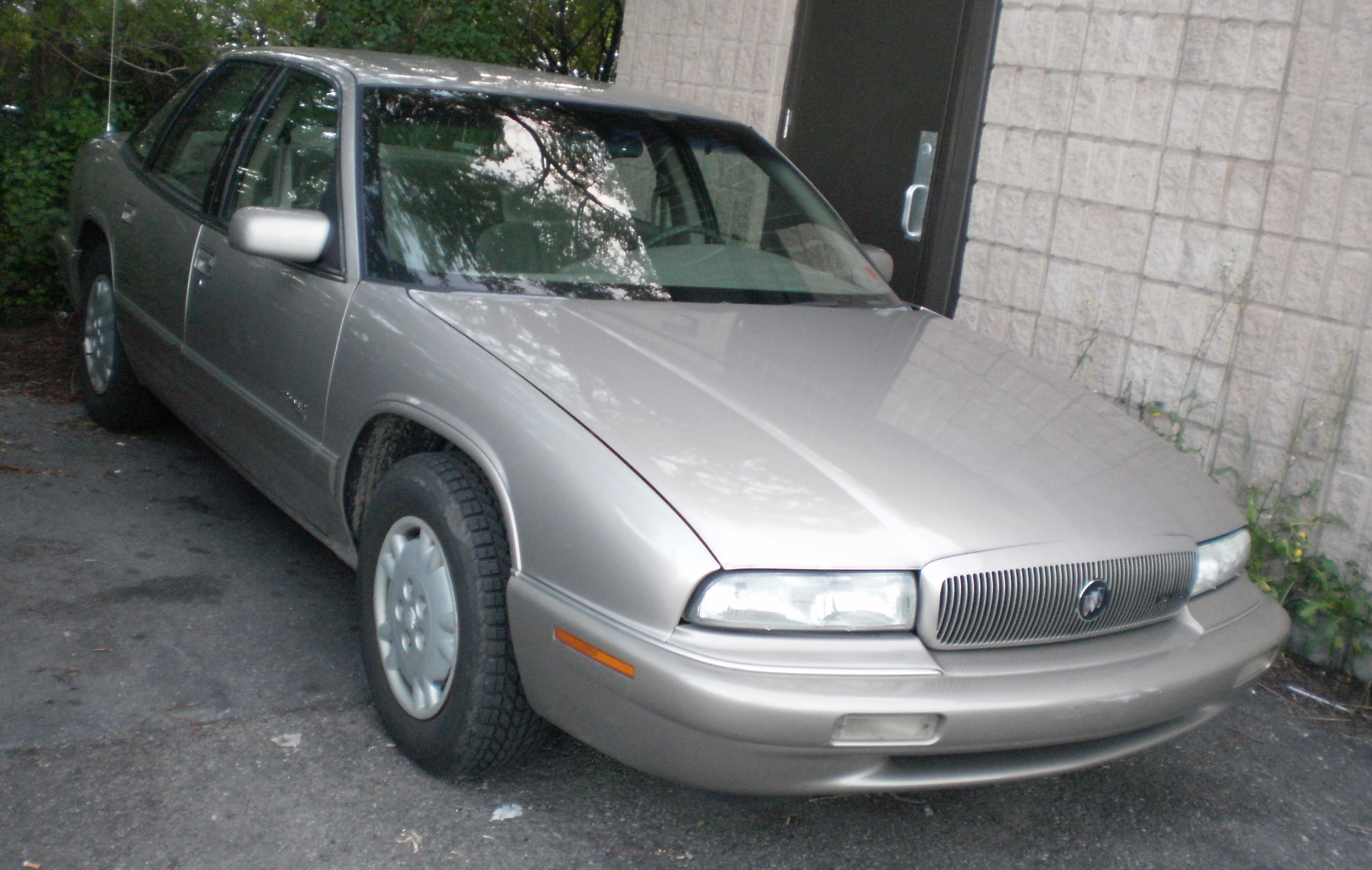
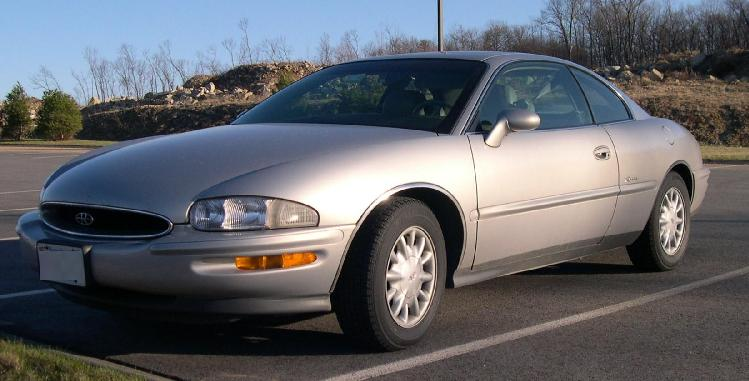
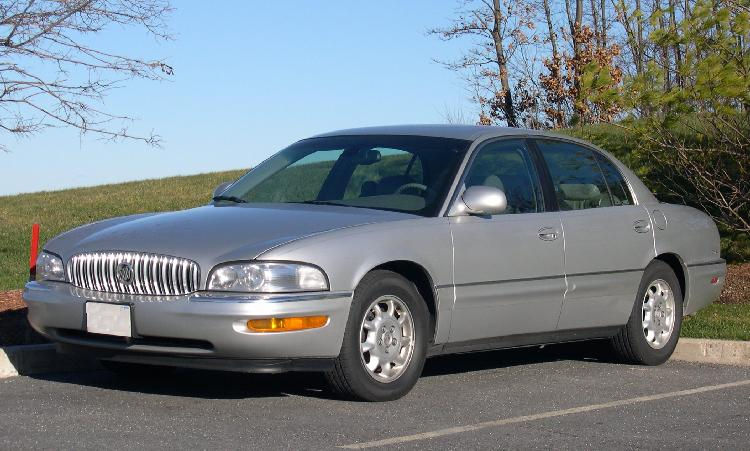
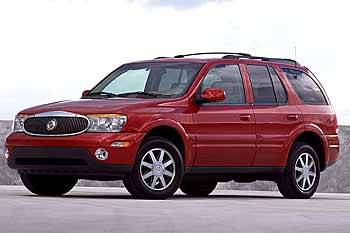
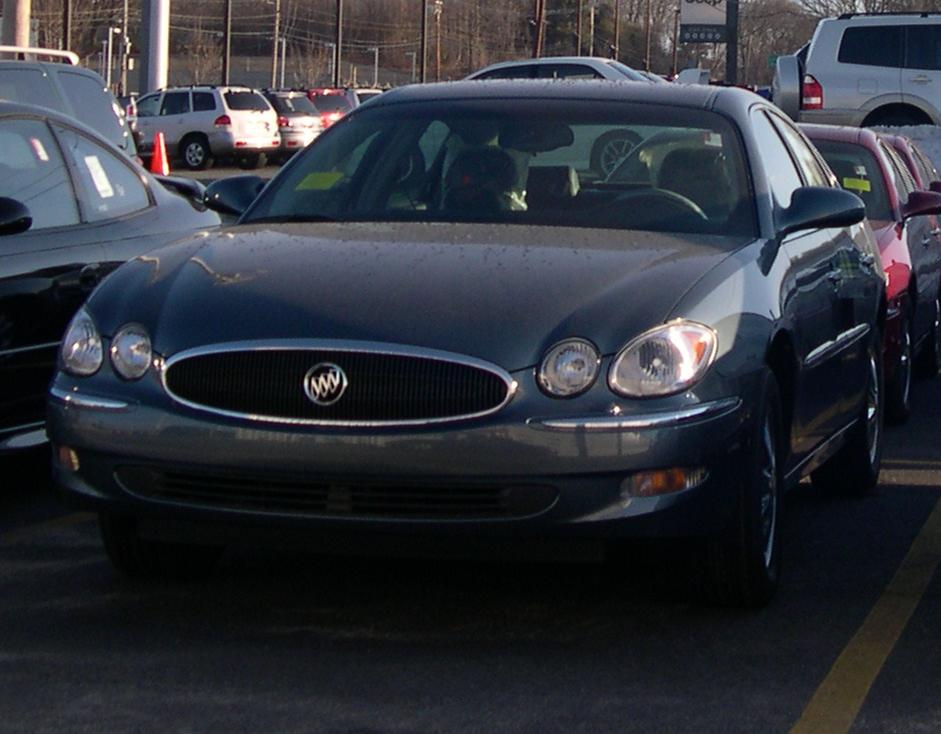
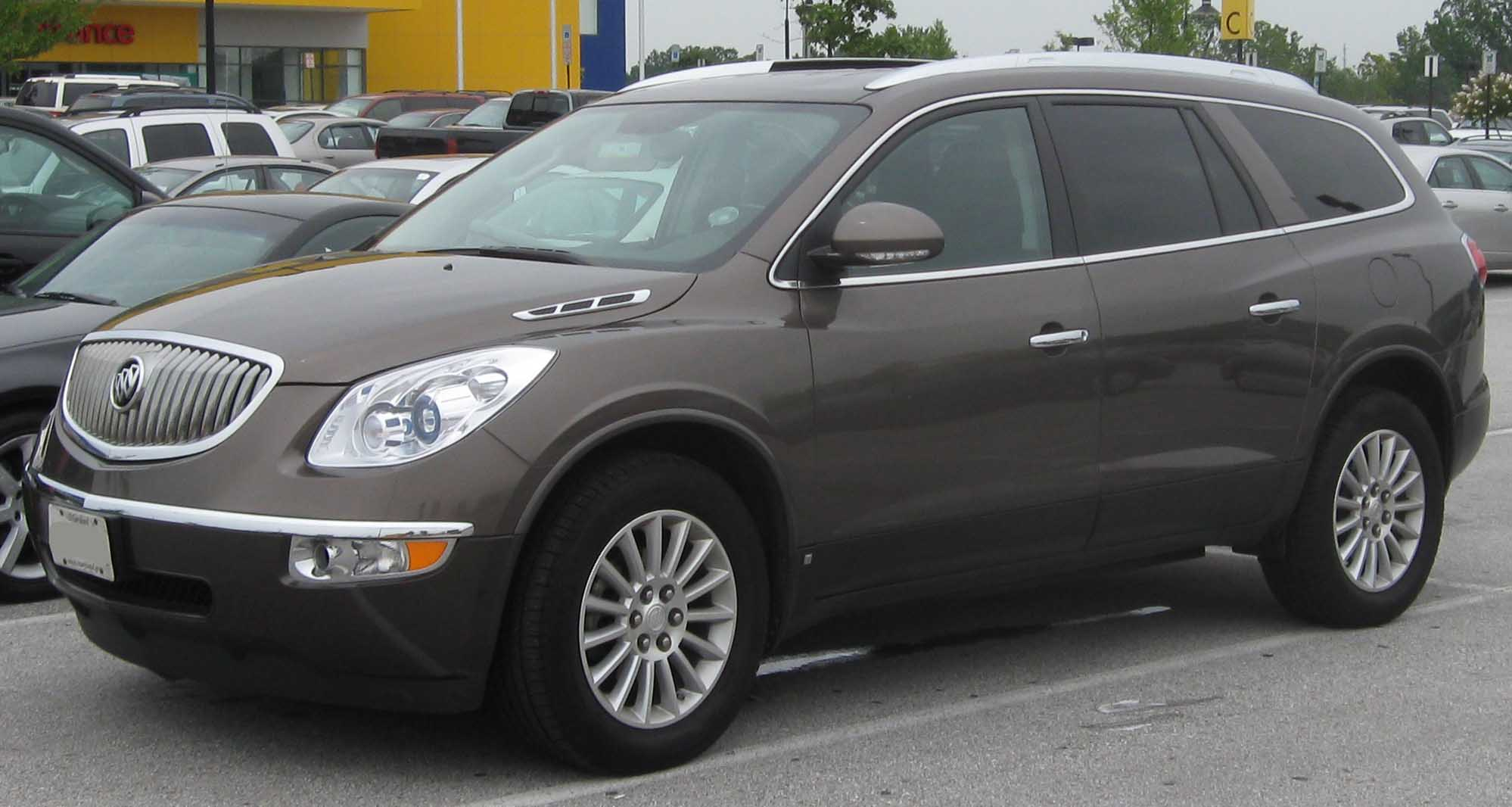
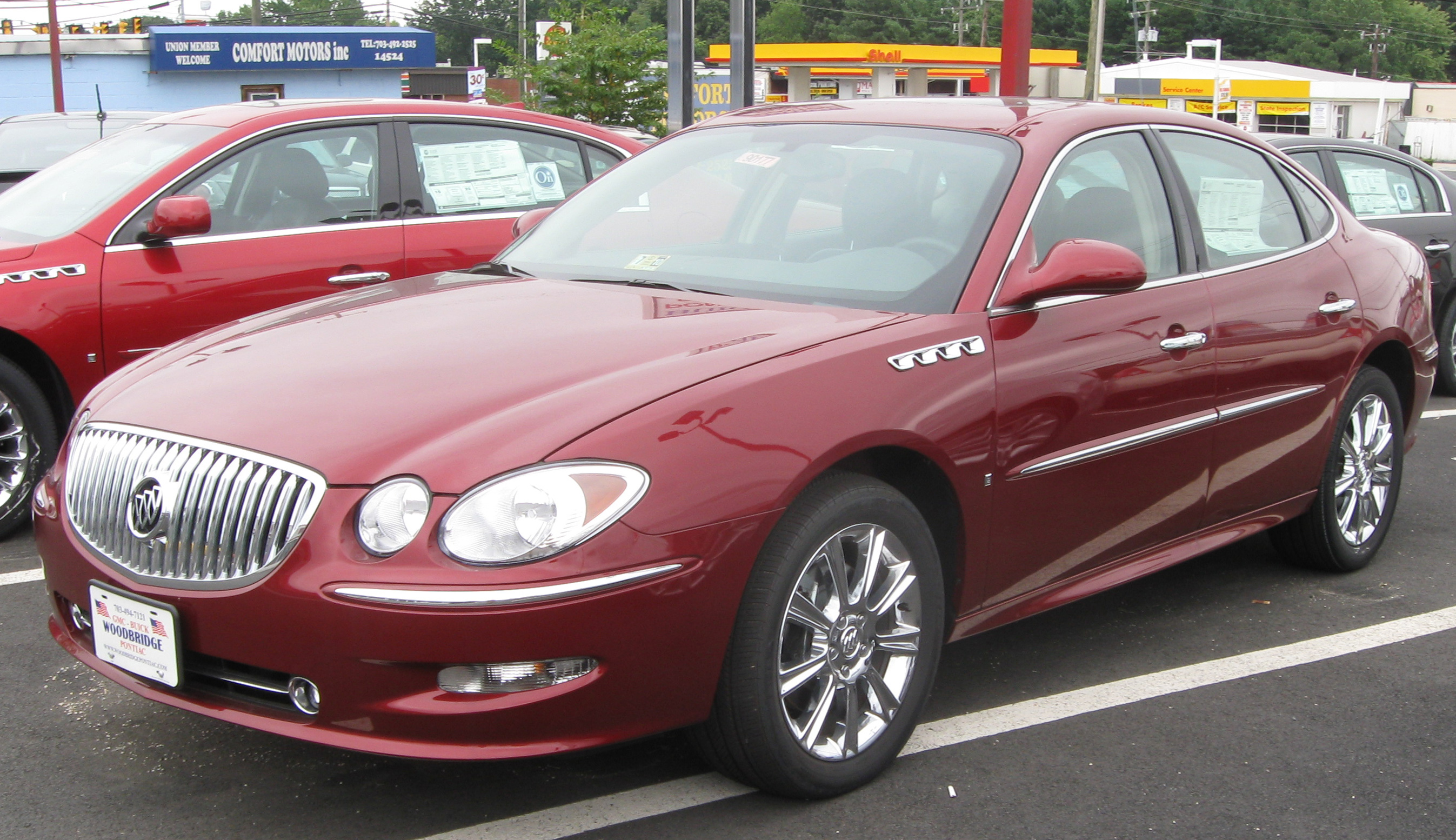
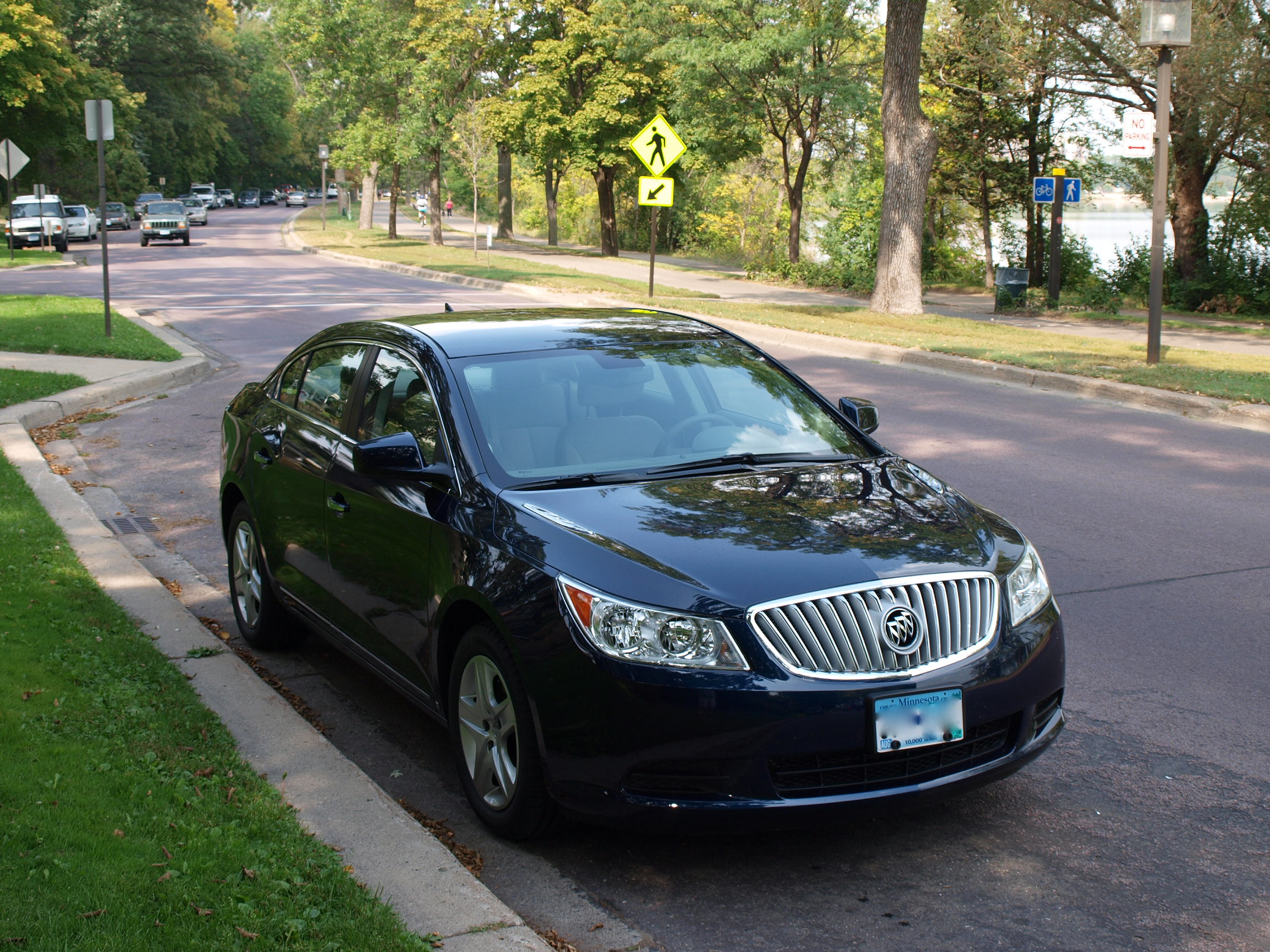
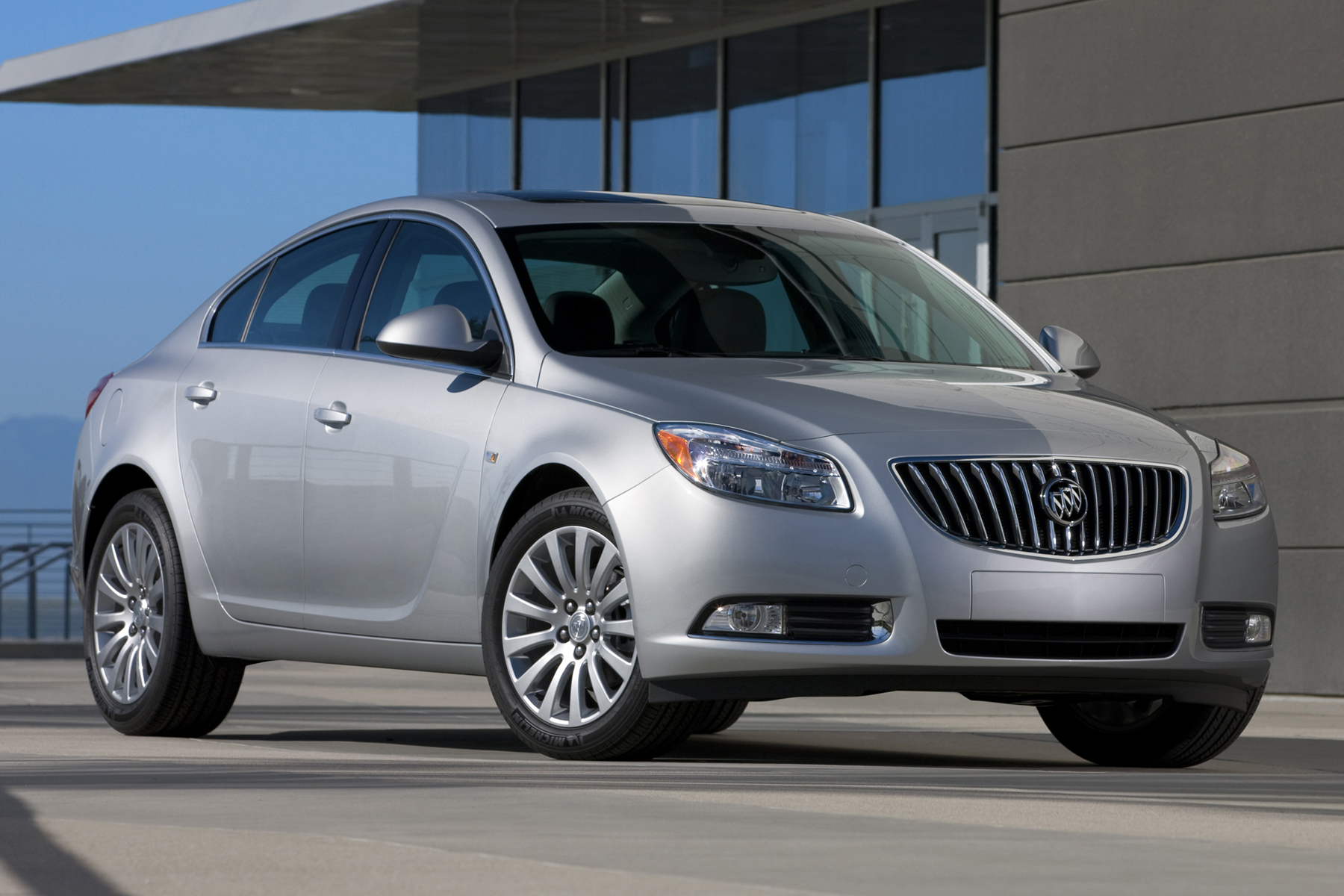
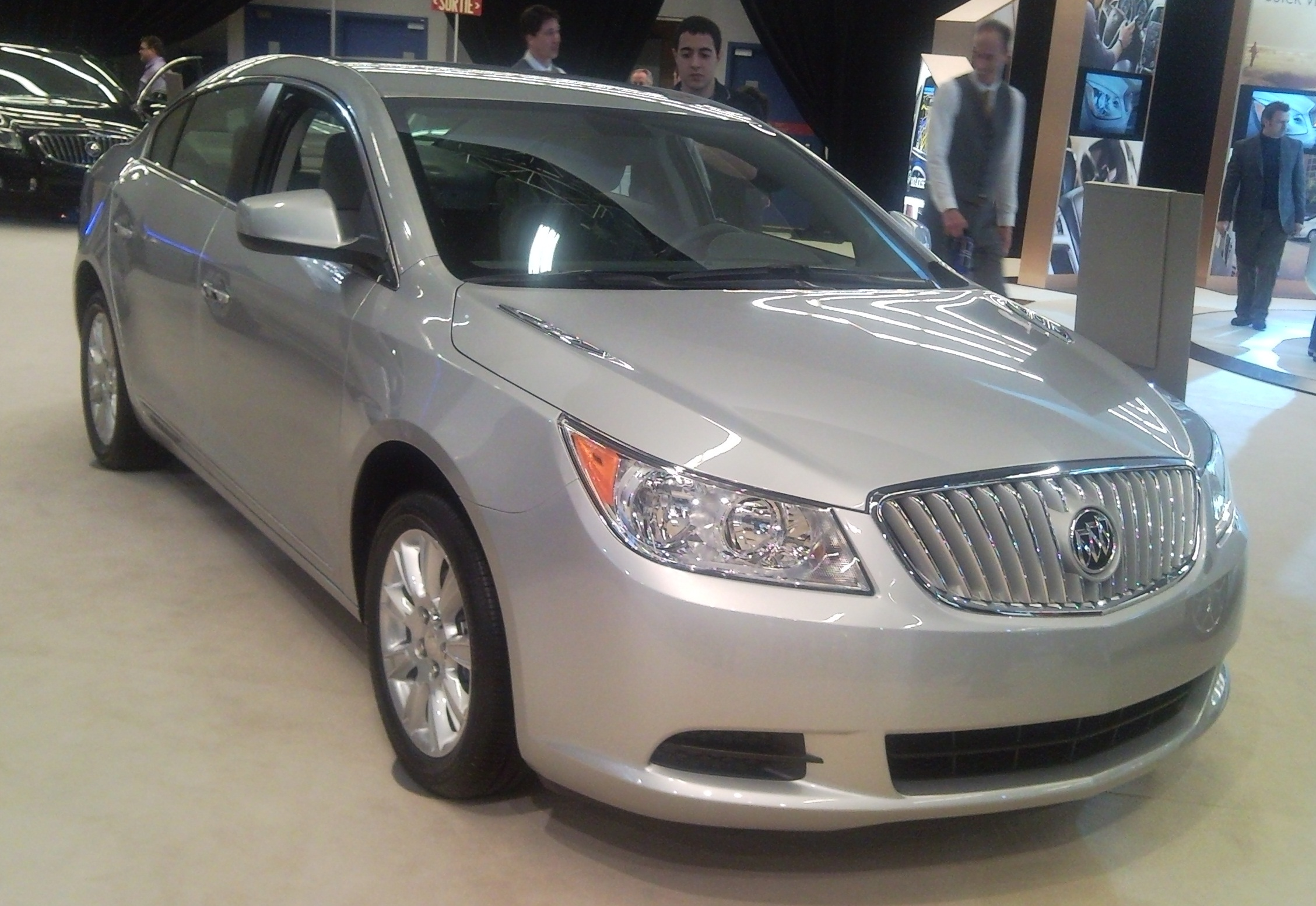
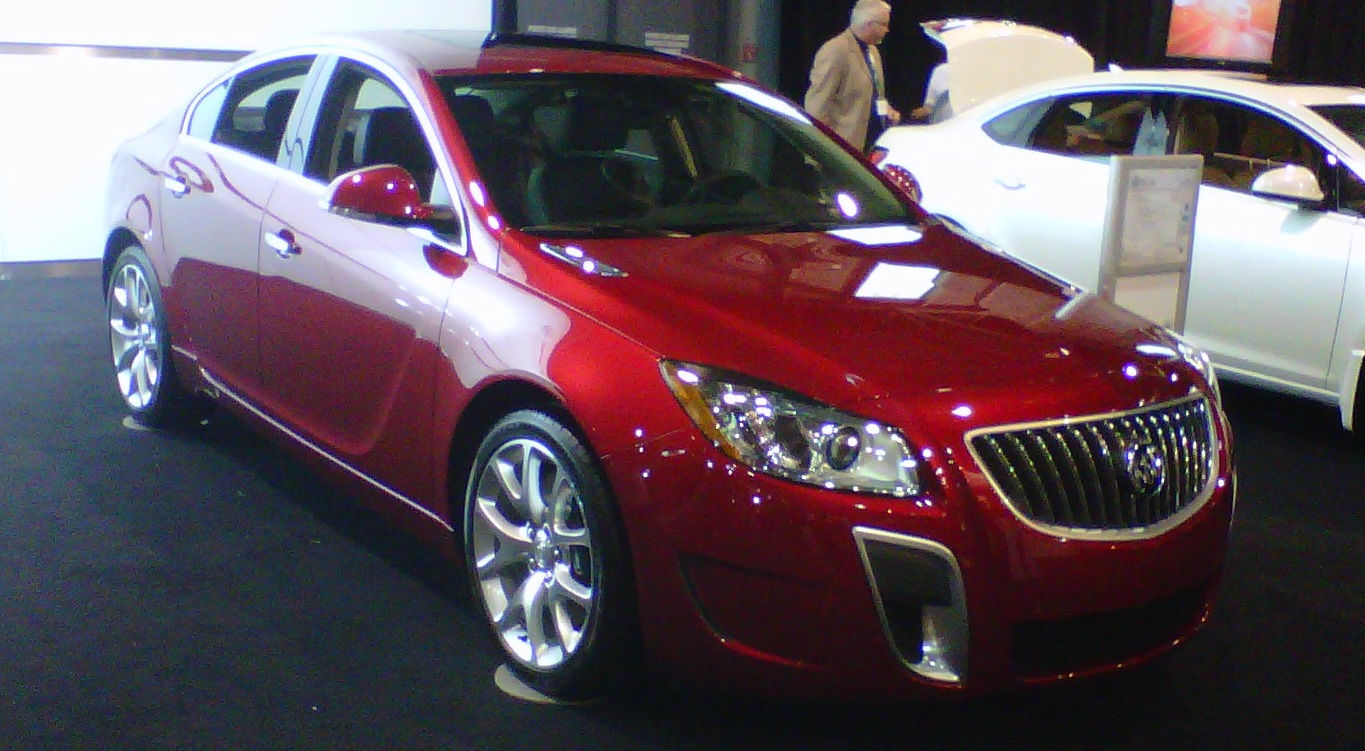
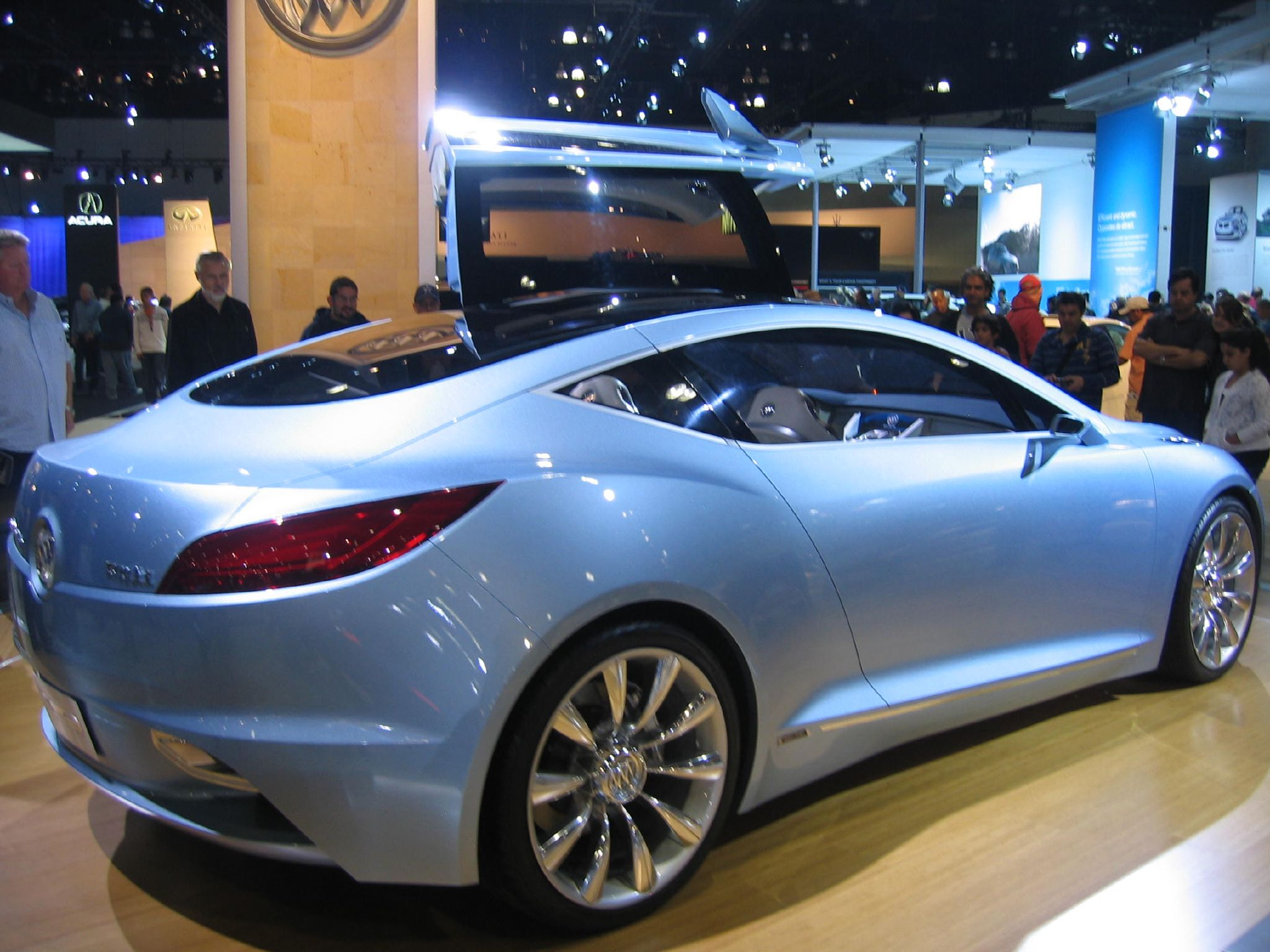
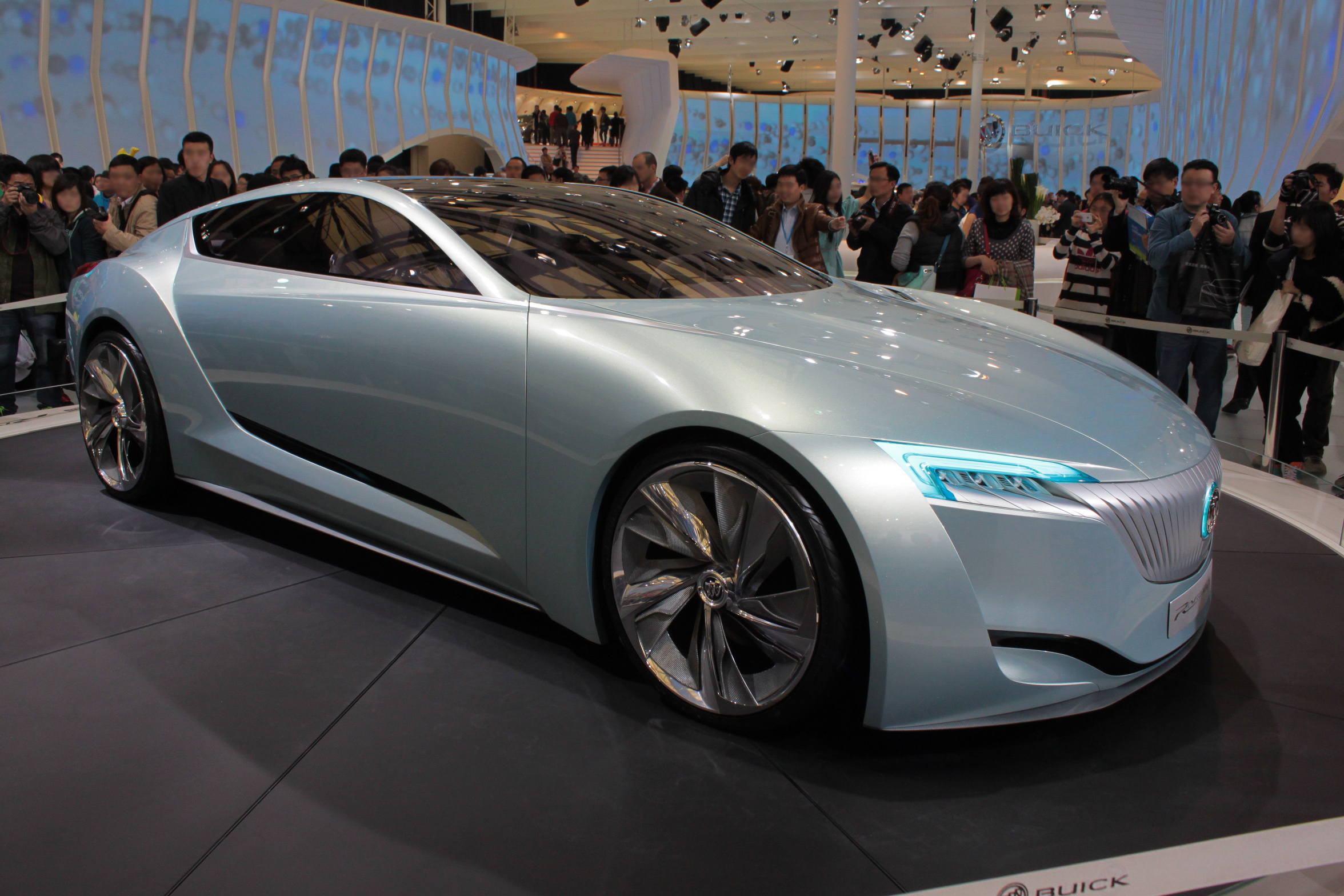